# Крым
Крым (укр. Крим, крымскотат. Qırım, Къырым), также Кры́мский полуо́стров (укр. Кримський півострів, крымскотат. Qırım yarımadası, Къырым ярымадасы), ранее Таври́да (греч. Ταυρίδα), — полуостров в северной части Чёрного моря, с северо-востока омывающийся Азовским морем. Полуостров почти полностью омывается морем и соединяется с сушей узким Перекопским перешейком, а также Крымским мостом. Площадь полуострова — около 27 тысяч км², население — около 2,5 миллионов человек. 
В 2014 году украинский Крым был захвачен и аннексирован Россией. Украина считает эти территории своими как Автономную Республику Крым и город со специальным статусом Севастополь, находящиеся под временной российской оккупацией, а Россия — как субъекты федерации: Республику Крым и город федерального значения Севастополь. Северная часть Арабатской стрелки географически является частью Крымского полуострова, однако административно относится к Херсонской области и была захвачена и аннексирована Россией в 2022 году. Большинство стран не признаёт незаконной аннексии и рассматривает Крым как территорию Украины.

## Название
С античных времён за полуостровом закрепилось название Таврика (греч. Ταυρικῆ), произошедшее от имени древнейших племён тавров, населявших южную часть Крыма. Современное название «Крым» стало широко использоваться только после XIII века — предположительно, по названию города Къырым, который после захвата Северного Причерноморья монголами являлся резиденцией наместника хана Золотой Орды. В период существования генуэзских колоний Тавриды (1266—1475), полуостров назывался Оффицией Романии, а также Генуэзской Газарией; к середине XV века, ввиду большого числа армян, составлявших к 1400 году 2/3 числа всех жителей владений Генуэзской республики в Крыму, полуостров в источниках того времени стали именовать Морской Арменией (Armenia Maritime) или Большой Арменией (Armenia Magna).
Этимология слова «Къырым» неясна, и существует несколько версий его происхождения:
- искажение древнего названия полуострова Киммерия (лат. Cimmerium)
- от древнетюркского слова *qurum («защита, оборона»)[3]
- от древнегреческого κρημνοί (кремной, «скалы»)[4]

С XV века Крымский полуостров стали называть Таврией, а после его присоединения в 1783 году к России — Тавридой. Так же именовали и всё Северное Причерноморье — северное побережье Чёрного и Азовского морей с прилегающими степными территориями.

## Основные сведения

### География

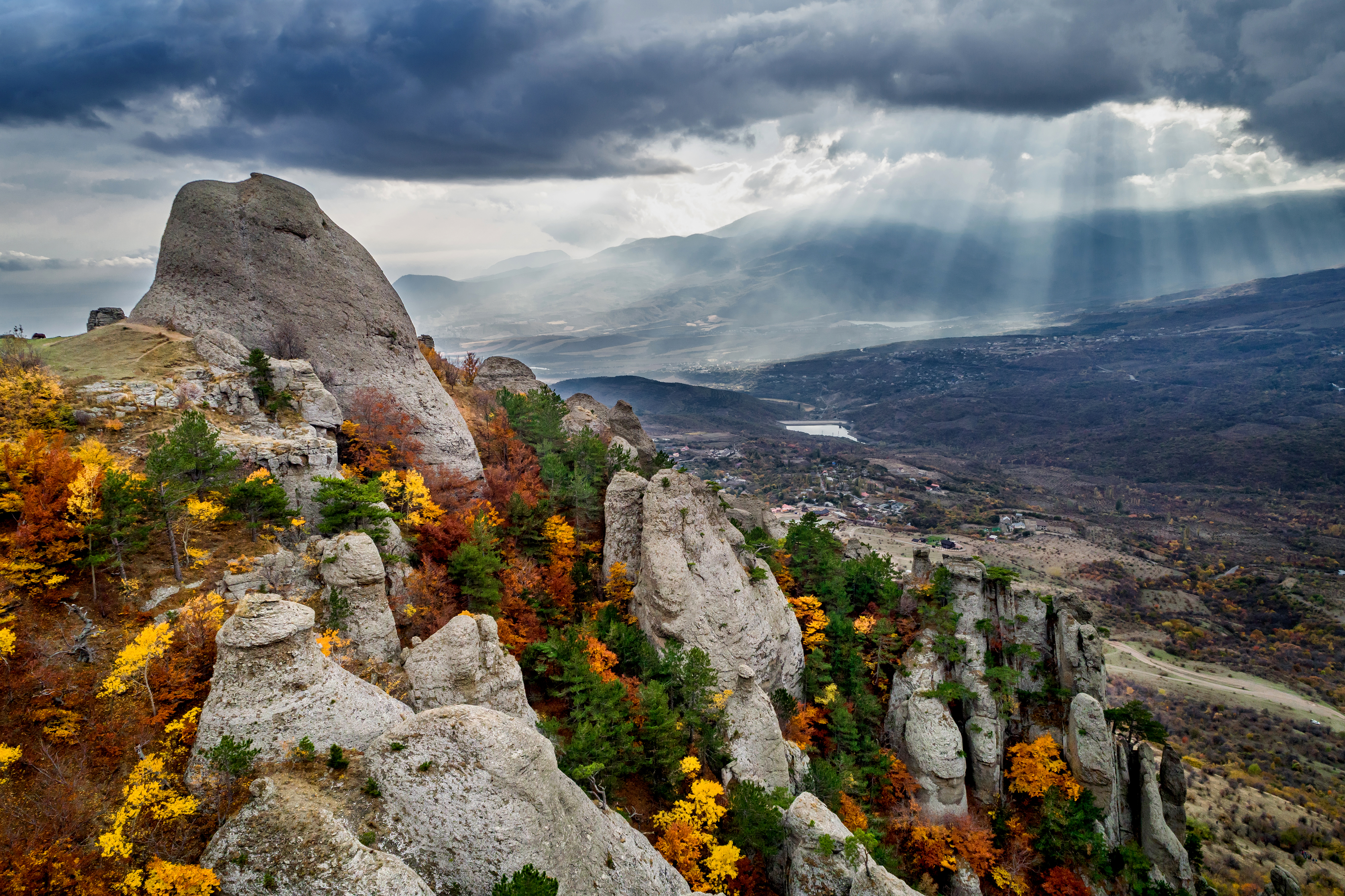
Долина привидений, Урочище Демерджи, Алушта

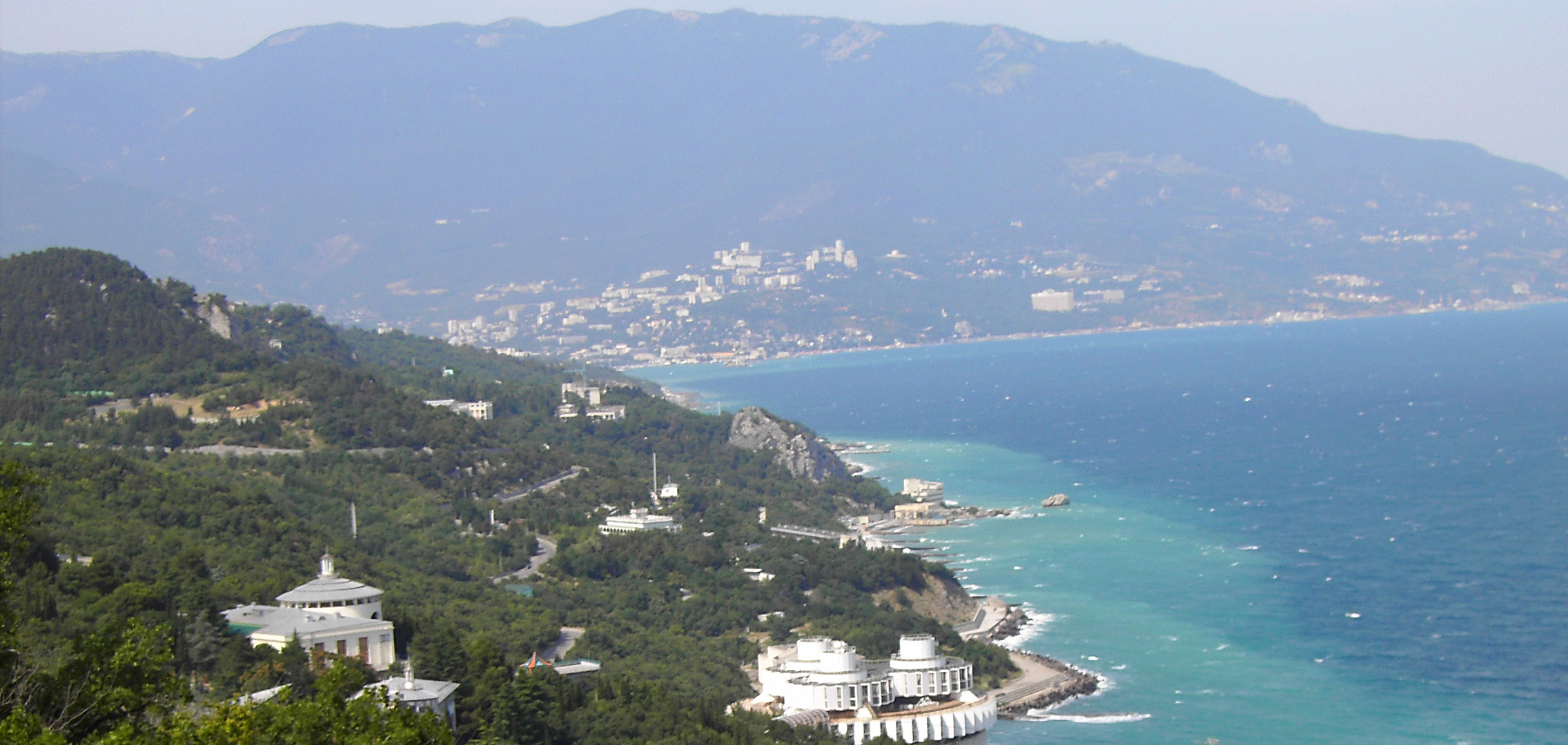
Крымские горы

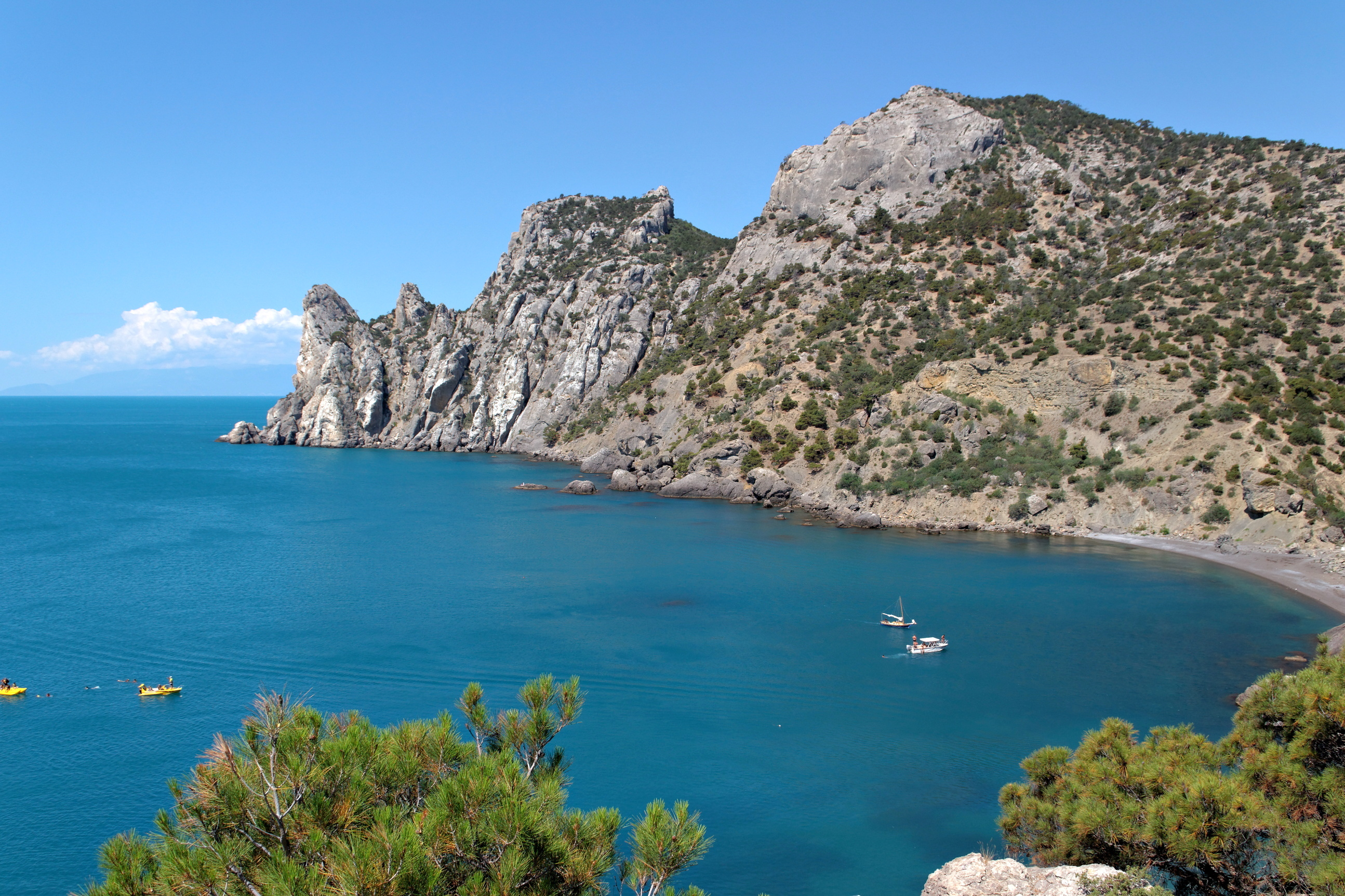
Делилиманская бухта

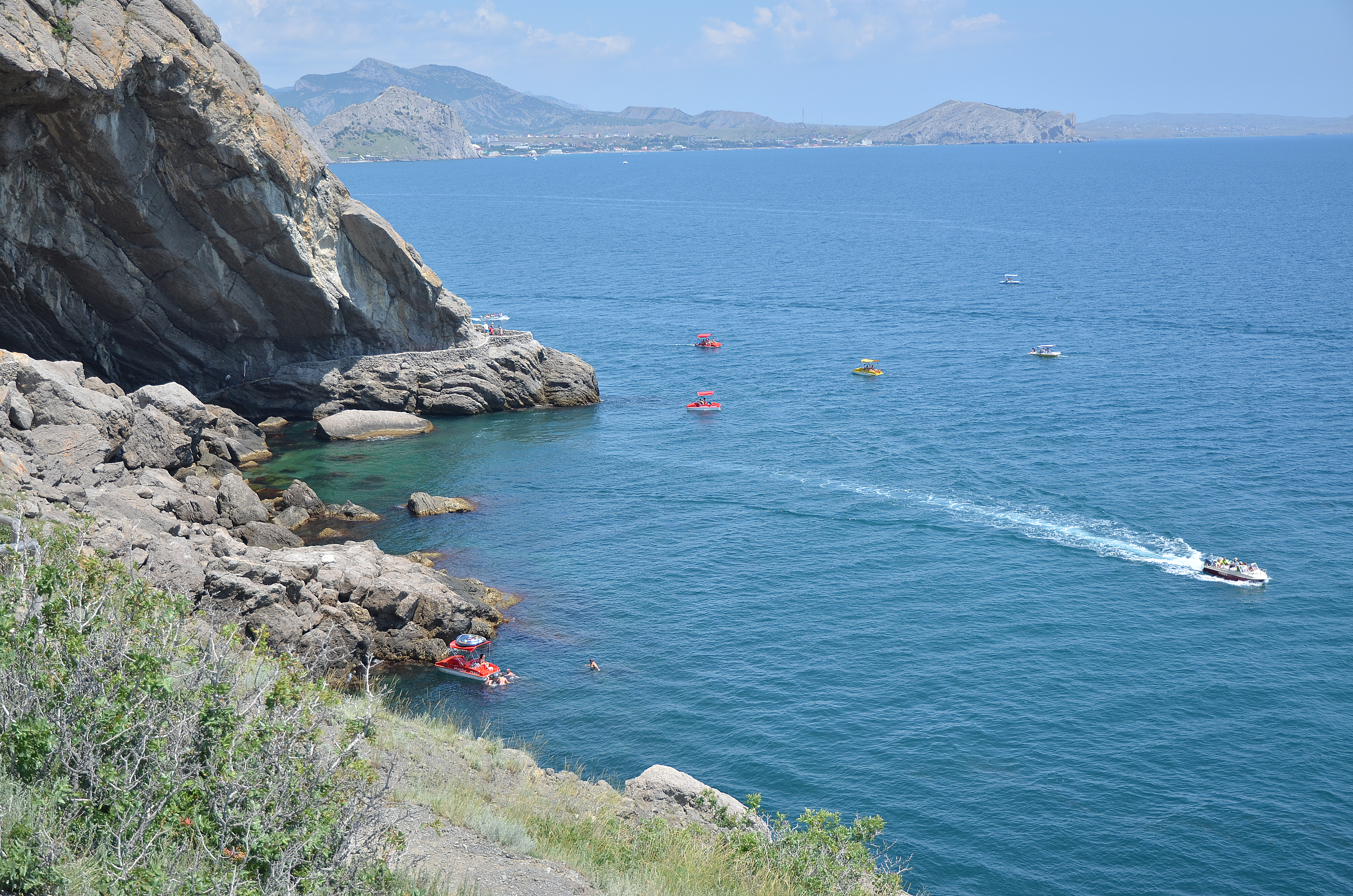
Новый Свет

Полуостров глубоко выдаётся в Чёрное море, которым омывается с юга и запада; Крымский полуостров отделяет от Чёрного моря Азовское, которое омывает его с востока. Береговая линия Крымского полуострова превышает 2500 км; из них почти 50 % приходится на Сиваш, 750 км — на Чёрное море и около 500 — на Азовское.
Полуостров соединяется с материком узким (до 8 км) Перекопским перешейком, по которому проложены шоссейная и железная дороги, а также проходят русло Северо-Крымского канала и высоковольтная ЛЭП. Восточнее Перекопского перешейка Литовский полуостров Крыма с материковым полуостровом Восточный Рог соединяет грунтовая дамба, по которой проложена улучшенная грунтовая дорога. Ещё восточнее через акваторию Сиваша по дамбе, связывающей крымский мыс Джангара и континентальный мыс Кутара, проложена асфальтированная автомобильная дорога и высоковольтная ЛЭП; восточнее через Чонгарский пролив по дамбе и плотине проходит грунтовая дорога, далее на восток через пролив по дамбе и мосту проходит железная дорога, а в восточной, самой узкой части пролива через него перекинут автомобильный мост, по которому проходит шоссе; на востоке Сиваша автомобильный мост перекинут через протоку Большое гирло Генического пролива, соединяя северную оконечность крымской косы Арабатская стрелка с континентом. Через Керченский пролив проходит Крымский мост, обеспечивающий сухопутную связь Крыма с Таманским полуостровом.
Площадь — около 26’860 км², из которых 72 % — равнина, 20 % — горы и 8 % — озёра и другие водные объекты.
С геологической точки зрения Крымский полуостров представляет собой южную часть Украинского кристаллического щита Восточно-Европейской платформы, в пределах которой выделяются Скифская плита и Крымская складчатая область.

#### Рельеф
По характеру рельефа полуостров делится на три неравные части: Северо-Крымская равнина с Тарханкутской возвышенностью (около 70 % территории), грядово-холмистые равнины Керченского полуострова с проявлением грязевого вулканизма и горный Крым, простирающийся тремя грядами — Главной (южной), Внутренней и Внешней (северной), разделёнными продольными равнинами.

#### Горы
Горные сооружения Крыма являются частью Альпийской складчатой геосинклинальной области. Складчатая область Горного Крыма — крупное глыбовое поднятие, южная часть которого опущена под уровень Чёрного моря. Оно сложено интенсивно дислоцированными триас-юрскими флишевыми отложениями и более спокойно залегающими верхнеюрскими карбонатными и песчано-глинистыми меловыми, палеогеновыми и неогеновыми толщами. С ними связаны месторождения железных руд, различных солей, флюсовых известняков и др.
Главная гряда Крымских гор — наиболее высокая (1545 м, гора Роман-Кош), представляет собой цепь отдельных плосковершинных известняковых массивов (яйл), разделённых глубокими каньонами (см. Большой каньон (Крым)). Южный склон Главной гряды выделяется как Крымское субсредиземноморье. Внутренняя и Внешняя гряды образуют Крымское предгорье.
Высокие горные вершины:
- Роман-Кош — 1545 м;
- Демир-Капу — 1540 м;
- Зейтин-Кош — 1534 м;
- Кемаль-Эгерек — 1529 м;
- Эклизи-Бурун — 1527 м;
- Ангара-Бурун — 1453 м.

#### Крайние точки
Крайняя северная точка Крыма расположена на Перекопском перешейке, крайняя южная — мыс Николая, крайняя западная — мыс Прибойный (Кара-Мрун) на Тарханкуте, крайняя восточная — мыс Фонарь на Керченском полуострове. Расстояние с запада на восток (между мысами Кара-Мрун и Фонарь) — 326 км, с севера на юг (от Перекопского перешейка до мыса Николая) — 205 км. Протяжённость с запада на восток — 360 км, с севера на юг — 180 км. Центр Крымского полуострова находится у села Азов.

#### Берега и заливы
Берега аккумулятивно выровнены. Протяжённость береговой линии 980 км, из них 76 % — абразионные берега (то есть где под действием волн разрушались скалы).
Крупнейшие заливы на побережье:
- Чёрного моря:
  - Каркинитский,
  - Каламитский,
  - Феодосийский.
- Азовского моря:
  - Сиваш,
  - Казантипский и
  - Арабатский.

#### Полуострова
- На востоке Крыма находится Керченский полуостров,
- на западе — Тарханкутский полуостров,
- на юге — Гераклейский полуостров,
- на севере — Тюп-Тархан.

Общая протяжённость сухопутных и морских границ более 2500 км.

### Климат
Постоянные наблюдения в военно-морских базах Черноморского флота ведутся с конца XVIII века, сеть метеостанций развёрнута во второй половине XIX века.
Крым, несмотря на относительно небольшую территорию, отличается разнообразным климатом. Климат Крыма делится на три подзоны:
- Степной Крым (большая часть Крыма, север, запад и центр Крыма).
- Крымские горы
- Южный берег Крыма

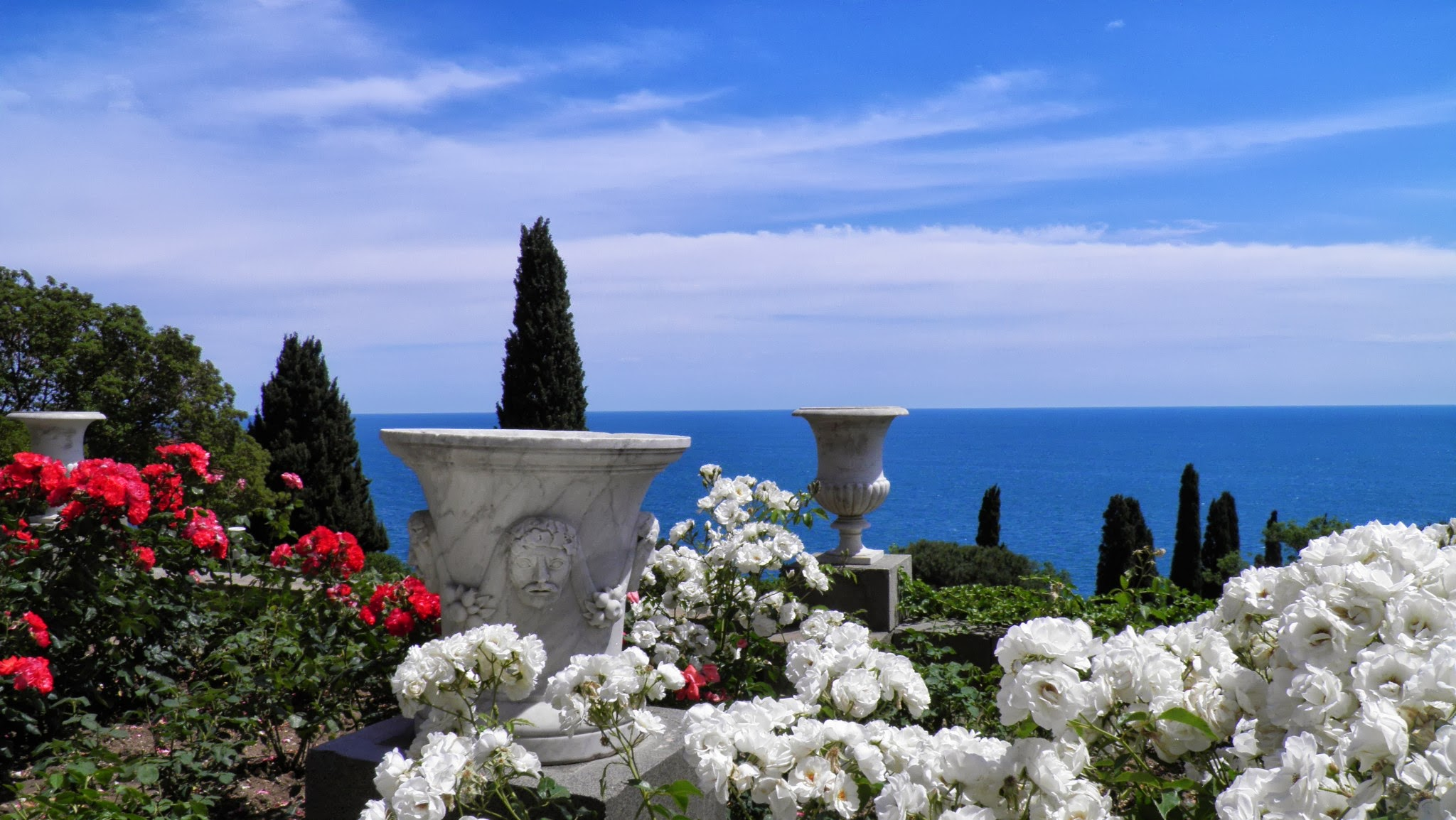
Алупкинский парк

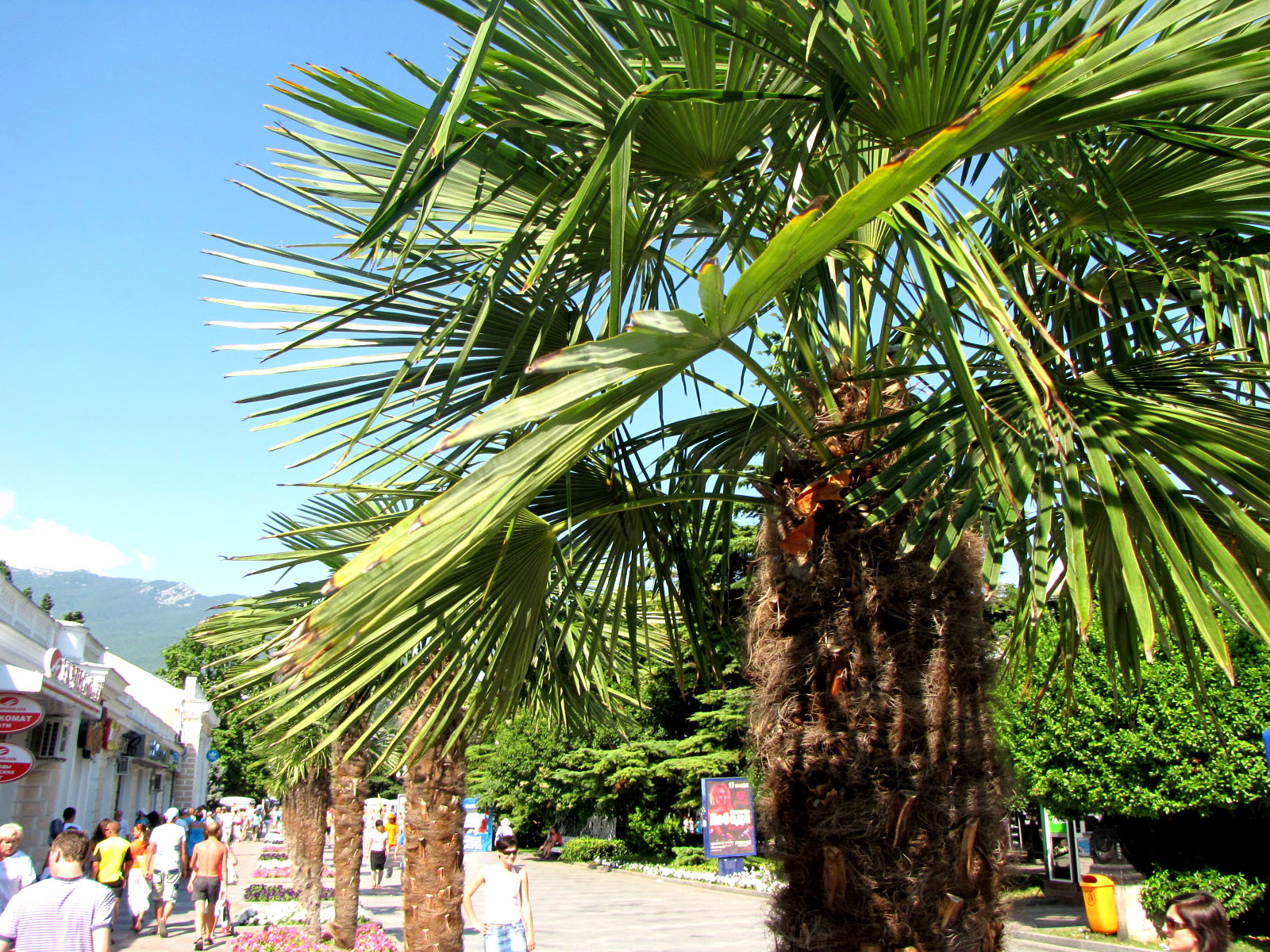
Пальмы на набережной в Ялте

Климат северной части умеренно континентальный, на южном берегу — с чертами похожими на субтропический. Средняя температура января от −1… −3 °C на севере степной зоны до +1… −1 °C на юге степной зоны, на Южном берегу Крыма от +2…+6 °C. Средняя температура июля и августа ЮБК и восточной части Крыма: Керчи и Феодосии +23…+27 °C. Осадков от 300—400 мм в год на севере до 1000—2000 мм в горах.
Летом (во второй половине июля) в степной части Крыма дневная температура воздуха достигает +35…+37 °C в тени, ночью до +23…+25 °C. Климат преимущественно сухой, преобладают сезонные суховеи. Чёрное море летом прогревается до +27 °С. Азовское море прогревается до +28 °С.
Степная часть Крыма лежит в степной зоне умеренного климата. Эта часть Крыма отличается длительным засушливым и очень жарким летом и мягкой, малоснежной зимой с частыми оттепелями и очень переменчивой погодой. Для Крымских гор характерен горный тип климата с выраженной поясностью по высотам. Лето также очень жаркое и сухое, зима же влажная и мягкая. Для Южного берега Крыма характерен субсредиземноморский климат. Снежный покров бывает только временный, устанавливается в среднем раз в 7 лет, морозы только при прохождении арктического антициклона.

### Гидрография
По территории Крыма протекают 257 рек (крупнейшие — Салгир, Кача, Альма, Бельбек, Индол, Биюк-Карасу, Чёрная, Бурульча). Самая длинная река Крыма — Салгир (220 км), самая полноводная — Бельбек (расход воды — 1500 литров в секунду). В Крыму находится свыше 50 солёных озёр, самое крупное из них — озеро Сасык-Сиваш — 205 км². Расположен Причерноморский артезианский бассейн. Степная часть изрезана каналами для орошения.

#### Каналы Крыма
Основу оросительных систем Крыма, а также водоснабжение городов Керчь, Феодосия, Старый Крым, Судак, Симферополь, Щёлкино и сельских населённых пунктов Ленинского и Кировского районов составляет магистральный Северо-Крымский канал (СКК) и отходящие от него крупные ветви.
Основные каналы:
- Северо-Крымский канал (СКК)

Северо-Крымский канал

- Раздольненский рисовый канал (РРК)
- Азовский рисовый канал (АРК)
- Красногвардейская ветка (КГВ)
- Черноморская ветка канала (ЧВК)
- Соединительный канал
- Сакский канал
- Западная Черноморская ветка (ЗЧВ)
- канал РЧ-2

### Природные ресурсы
Природно-заповедный фонд включает 158 объектов и территорий (в том числе 46 общегосударственного значения, площадь которых составляет 5,8 % площади Крымского полуострова). Основу заповедного фонда составляют 6 природоохранных территорий общей площадью 63,9 тыс. га — Крымский национальный парк (природный заповедник), «Лебяжьи острова», Ялтинский горно-лесной природный заповедник, Мыс Мартьян, Карадагский, Казантипский, Опукский природные заповедники.
По данным министра природных ресурсов и экологии РФ Сергея Донского, запасы нефти на территории Крыма составляют всего 47 млн тонн, газа — 165,3 млрд м³, что является достаточно существенным показателем, а кроме того. здесь имеется 18,2 млн тонн газового конденсата. По его словам, всего на территории полуострова 44 месторождения углеводородного сырья, в том числе 10 нефтяных, 27 газовых и 7 газоконденсатных. Кроме того, на шельфе Чёрного моря есть 5 месторождений газа и 3 газоконденсатных месторождения, на Азовском шельфе — 6 газовых месторождений.
Залежи полезных ископаемых: минеральных солей, строительного сырья, горючего газа, термальных вод, железной руды. Наибольшее значение имеют природные рекреационные ресурсы: мягкий климат, тёплое море, лечебные грязи, минеральные воды, живописные пейзажи.
- Индоло-Кубанская нефтегазоносная область
- Причерноморско-Крымская нефтегазоносная область
- Керченский железорудный бассейн

### Землетрясения
- 63 год до н. э. (Понтийское)
- 292 год
- 480 год (в сентябре-октябре)
- 1341 год
- 1471 год
- 1790 год
- 1793 год
- 1802 год — 6 баллов
- 1838 год
- 30 сентября 1869 года (возле Фороса)
- 13 июля 1875 года — 7—8 баллов
- 1902 год
- 18 мая 1908 года
- 24 октября 1908 года — 5—6 баллов
- 26 декабря 1919 года
- 1927 год (26 июня и в ночь с 11 на 12 сентября)
- 1980 год (в селе Мускатном)

### Флора и фауна
Животный мир Крыма представляет собой уникальный комплекс видов с высоким уровнем изоляции от других географически смежных фаун Кавказа, Балкан и материковой части Украины. Характеризуется высоким уровнем эндемизма, сочетанием горно-лесных (крупнейшие связи с Западным Кавказом) и равнинно-степных (связи с материковым Приазовьем) фаунистических комплексов. В фауне Крыма выявлен ряд видов, распространение которых в Восточной Европе ограничено только Крымом.
В Крыму произрастают около 2400 видов растений, из которых деревья — 77 видов. Кустарников несколько больше — 113 видов. 118 видов крымских растений включены в Красную книгу или признаны заповедными решением местных органов власти.

## Население
Формирование этнокультурного многообразия Крыма определили три историко-географические территории. Из евразийских степей на полуостров в течение многих веков приходили многочисленные кочевые народы. Со Средиземноморья и южных черноморских берегов в Крым пришла античная культура и оказывалось этнокультурное воздействие со стороны Византии, Турции, Армении. С территории Восточной Европы в Крым приходили германские племена и восточнославянские народы.
Национальный состав Крыма (включая Севастополь) по переписям:
| Годы | Всего   | Русские | Украин- цы | Крым- ские татары | Бело- русы | Тата- ры | Армя- не | Ев- реи | Молда- ване | Поля- ки | Гре- ки | Нем- цы | Болга- ры | Цыга- не |
| ---- | ------- | ------- | ---------- | ----------------- | ---------- | -------- | -------- | ------- | ----------- | -------- | ------- | ------- | --------- | -------- |
| 1897 | 546592  | 180963  | 64703      | 194294            | 2058       |          | 8317     | 24168   | 272         | 6929     | 17114   | 31590   | 7450      | 944      |
| 1926 | 713823  | 301398  | 77405      | 179094            | 3842       |          | 10713    | 45926   | 556         | 4514     | 16036   | 43631   | 11377     | 649      |
| 1939 | 1126429 | 558481  | 154123     | 218879            | 6726       |          | 12923    | 65452   | 1483        | 5084     | 20652   | 51299   | 15344     | 2064     |
| 1959 | 1201517 | 857883  | 267938     |                   |            |          |          | 26433   |             | 1202     |         |         |           |          |
| 1970 | 1813502 |         |            |                   |            |          |          |         |             |          |         |         |           |          |
| 1979 | 2182927 | 1493122 | 558829     | 15280             |            |          | 4365     | 24012   |             | 6548     | 4365    |         |           |          |
| 1989 | 2430495 | 1629542 | 625919     | 38365             | 50054      | 10762    | 2794     | 17731   | 6609        | 6157     | 2684    | 2356    | 2186      | 1676     |
| 2001 | 2401209 | 1450394 | 576647     | 245291            | 35157      | 13602    | 10088    | 5531    | 4562        | 4459     | 3036    | 2790    | 2282      | 1905     |
| 2014 | 2284400 | 1492078 | 344515     | 232340            | 21694      | 44996    | 11030    | 3144    | 3147        | 2843     | 2877    | 1844    | 1868      | 2388     |

Удельный вес (%)
| Годы | Всего  | Русские | Украин- цы | Крым- ские татары | Бело- русы | Тата- ры | Армя- не | Ев- реи | Молда- ване | Поля- ки | Гре- ки | Нем- цы | Болга- ры | Цыга- не |
| ---- | ------ | ------- | ---------- | ----------------- | ---------- | -------- | -------- | ------- | ----------- | -------- | ------- | ------- | --------- | -------- |
| 1897 | 100,00 | 33,11   | 11,84      | 35,55             | 0,38       |          | 1,52     | 4,42    | 0,05        | 1,27     | 3,13    | 5,78    | 1,36      | 0,17     |
| 1926 | 100,00 | 42,22   | 10,84      | 25,09             | 0,54       |          | 1,50     | 6,43    | 0,08        | 0,63     | 2,25    | 6,11    | 1,59      | 0,09     |
| 1939 | 100,00 | 49,58   | 13,68      | 19,43             | 0,60       |          | 1,15     | 5,81    | 0,13        | 0,45     | 1,83    | 4,55    | 1,36      | 0,18     |
| 1959 | 100,00 | 71,40   | 22,30      |                   |            |          |          | 2,20    |             | 0,10     |         |         |           |          |
| 1970 | 100,00 |         |            |                   |            |          |          |         |             |          |         |         |           |          |
| 1979 | 100,00 | 68,40   | 25,60      | 0,70              |            |          | 0,20     | 1,10    |             | 0,30     | 0,20    |         |           |          |
| 1989 | 100,00 | 67,05   | 25,75      | 1,58              | 2,06       | 0,44     | 0,11     | 0,73    | 0,27        | 0,25     | 0,11    | 0,10    | 0,09      | 0,07     |
| 2001 | 100,00 | 60,40   | 24,01      | 10,22             | 1,46       | 0,57     | 0,42     | 0,23    | 0,19        | 0,19     | 0,13    | 0,12    | 0,10      | 0,08     |
| 2014 | 100,00 | 65,31   | 15,08      | 10,17             | 0,95       | 1,97     | 0,48     | 0,14    | 0,14        | 0,12     | 0,13    | 0,08    | 0,08      | 0,10     |

### Города
Численность населения Крыма (в пределах контролируемой Россией территории) на 2025 год, по данным Росстата, составила 2 460 551 человек. В городах проживало 1 479 517 человек, в сельской местности — 999 026 человек.
Крупнейший город Крымского полуострова — Севастополь — 558 302 жителей (2025), Симферополь на 2-м месте — 335 009 жителей (2025). Исторически для Севастополя и Симферополя характерно «соревнование» за 1-е место по населению, третье же место с первой всероссийской переписи населения в 1897 году неизменно принадлежит Керчи (по состоянию на 2025 год —151 103 человек).
Крупнейшие города Крыма:
| Название    | Население, чел | Площадь, км2 | Плотность, чел/км2 | Основан               | Примерная высота НУМ | Климат                                                | Перепад средних месячных температур | Средняя годовая температура |
| ----------- | -------------- | ------------ | ------------------ | --------------------- | -------------------- | ----------------------------------------------------- | ----------------------------------- | --------------------------- |
| Севастополь | ↘558 302       | 863,6        | 646,5              | 1783                  | 9—100 м              | умеренно континентальный, близок к средиземноморскому | 2,8 — 22,4 °C                       | 12,2 °C                     |
| Симферополь | ↘335 009       | 107,4        | 3119               | 1784                  | 181—350 м            | сухостепной, умеренно континентальный                 | 0,6 — 22,6 °C                       | 11,3 °C                     |
| Керчь       | ↘151 103       | 109,2        | 1384,2             | 610—590 годы до н. э. | 10—80 м              | умеренно континентальный, близок к субтропическому    | 0,8 — 25,0 °C                       | 12,6 °C                     |
| Евпатория   | ↘105 549       | 43,1 или 65  | 2447 или 1860      | 497 год до н. э.      | 3—22 м               | умеренный, смягчаемый морем                           | 1,5 — 23,9 °C                       | 12,0 °C                     |
| Ялта        | ↘72 013        | 15,6 или 283 | 4606,7 или 491     | 1154                  | 40—72 м              | субтропический                                        | 4,9 — 25,8 °C                       | 14,3 °C                     |
| Феодосия    | ↘66 293        | 33,3 или 350 | 1990,7 или 287     | VI век до н. э.       | 10—50 м              | промежуточный между степным и субтропическим          | 2,0 — 24,8 °C                       | 12,8 °C                     |

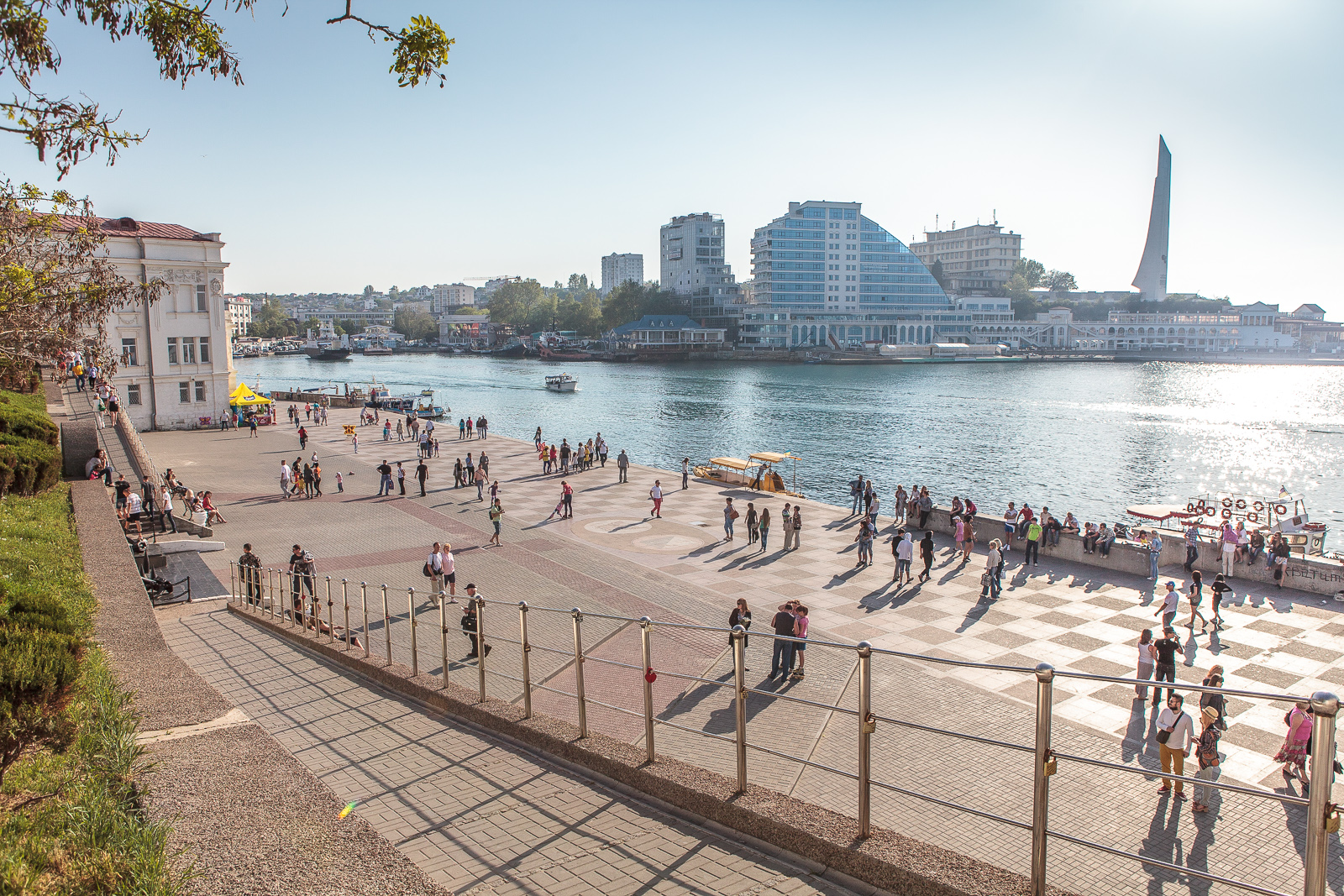
Севастополь
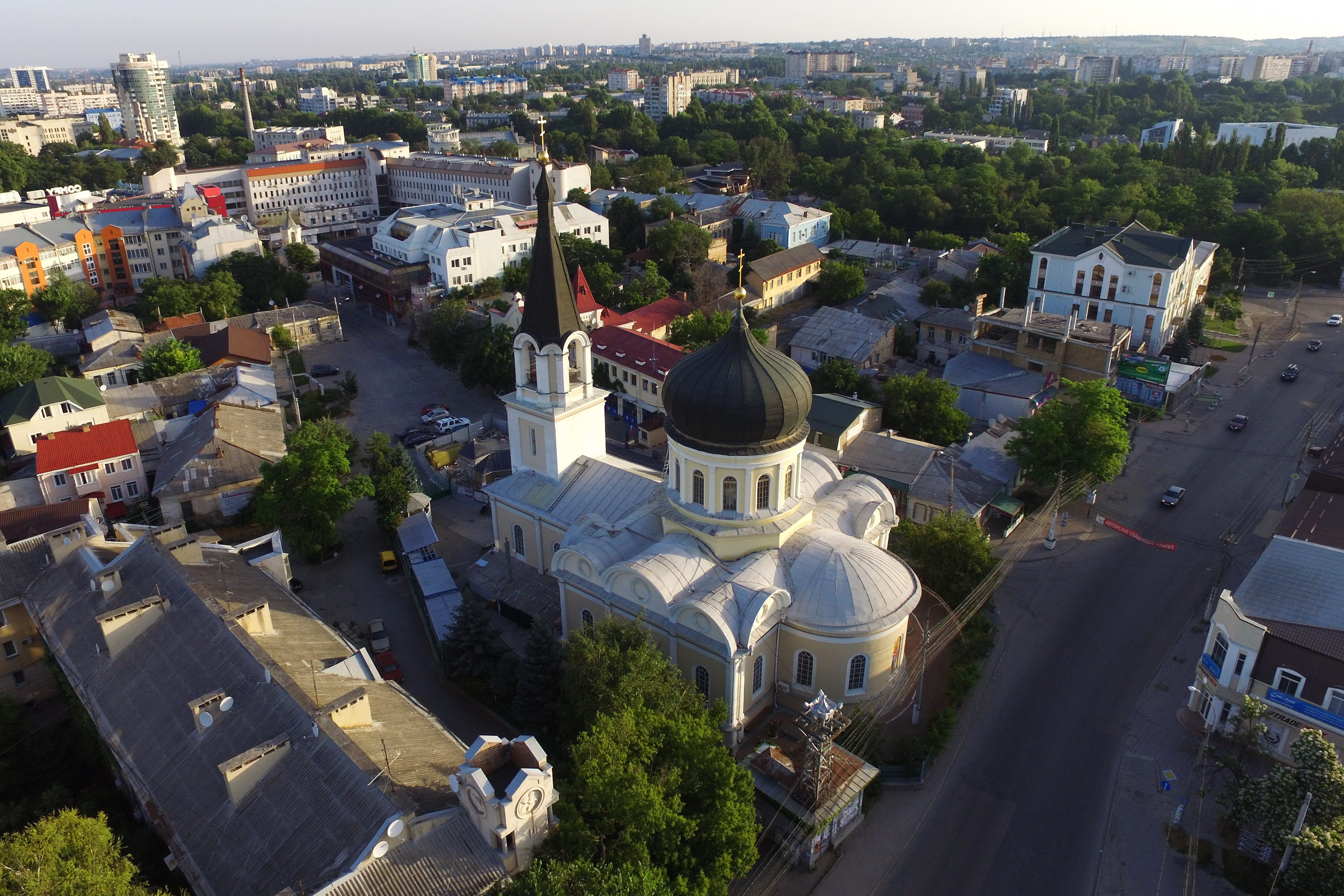
Симферополь
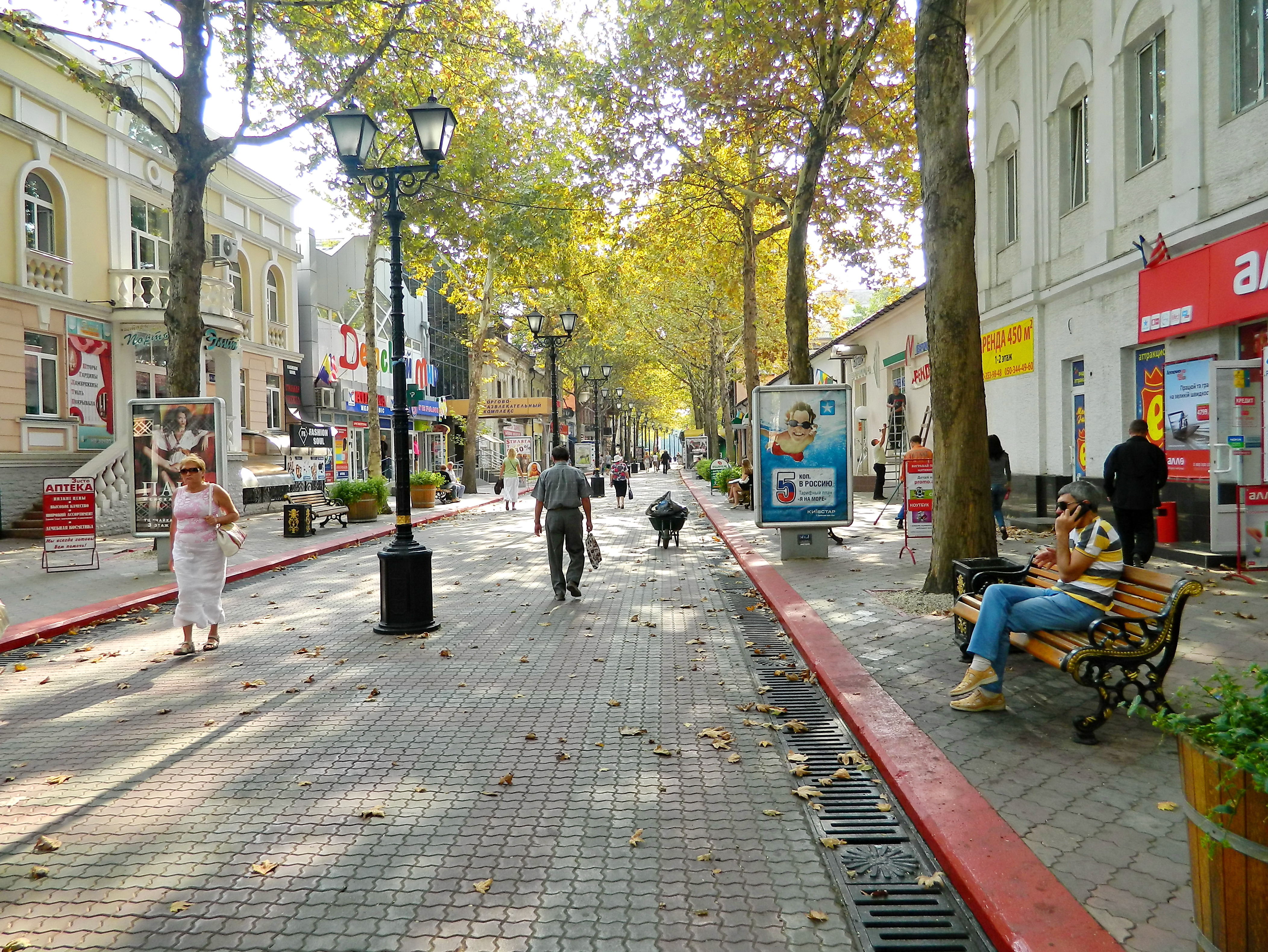
Керчь
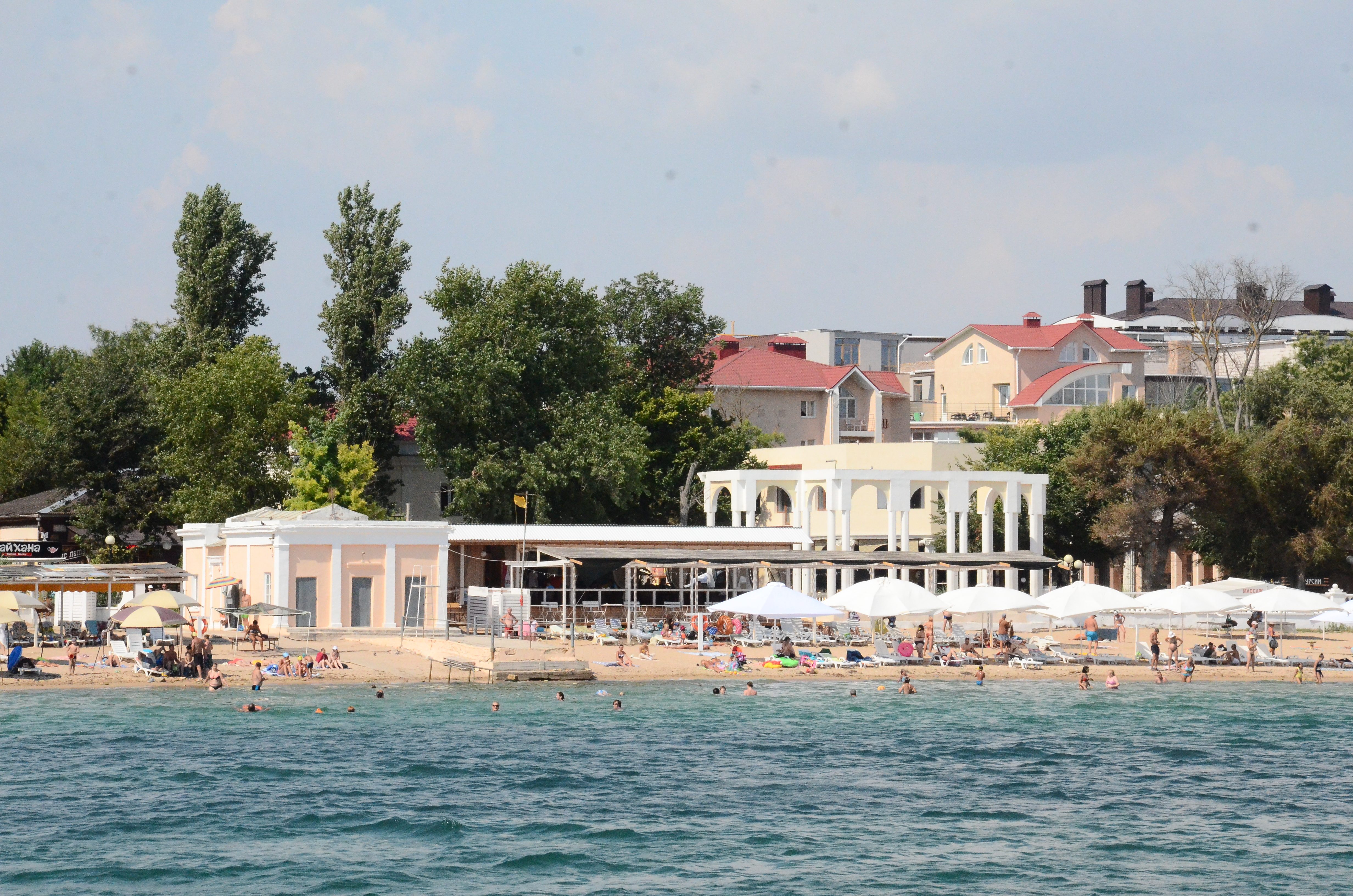
Евпатория
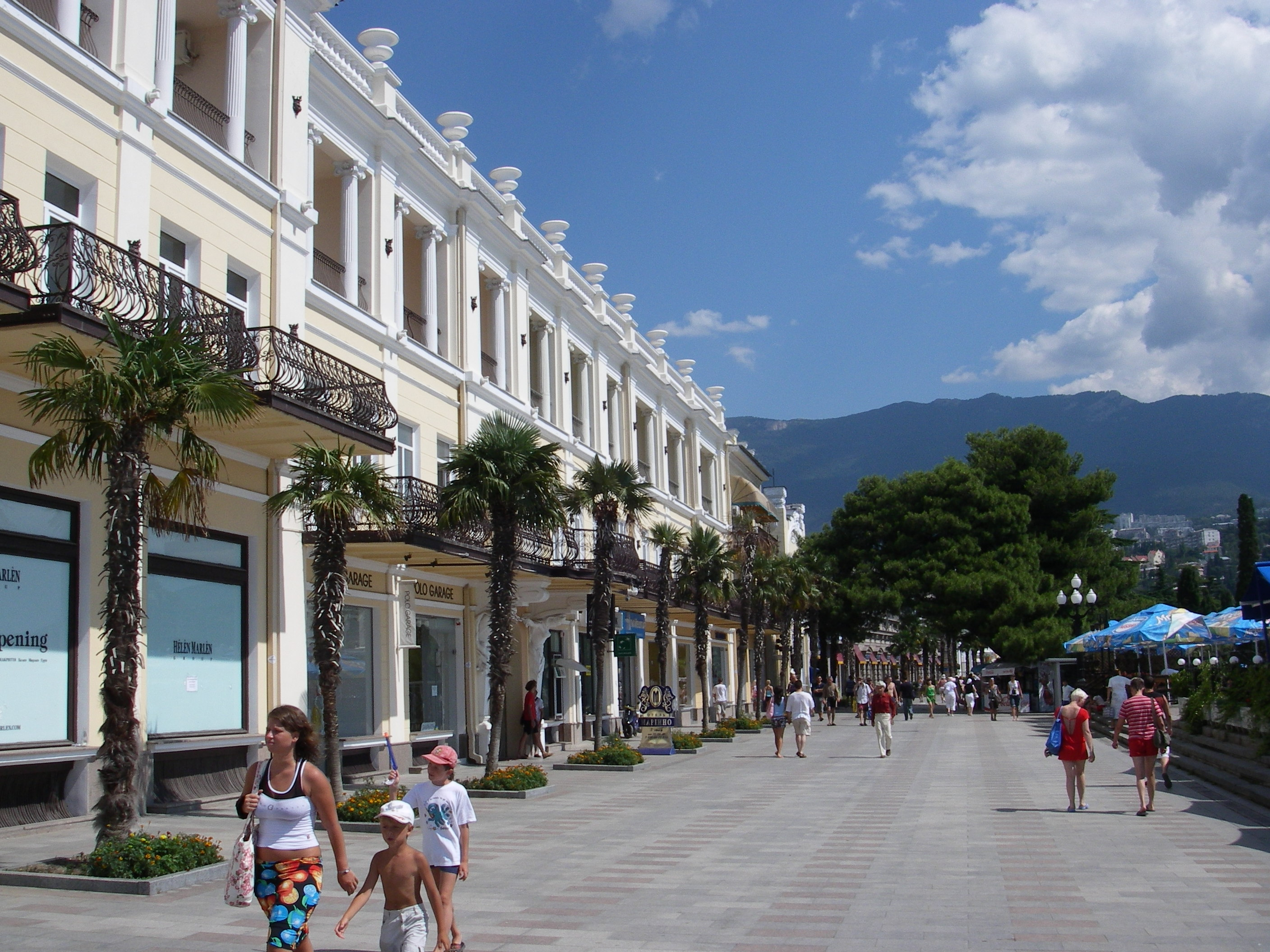
Ялта
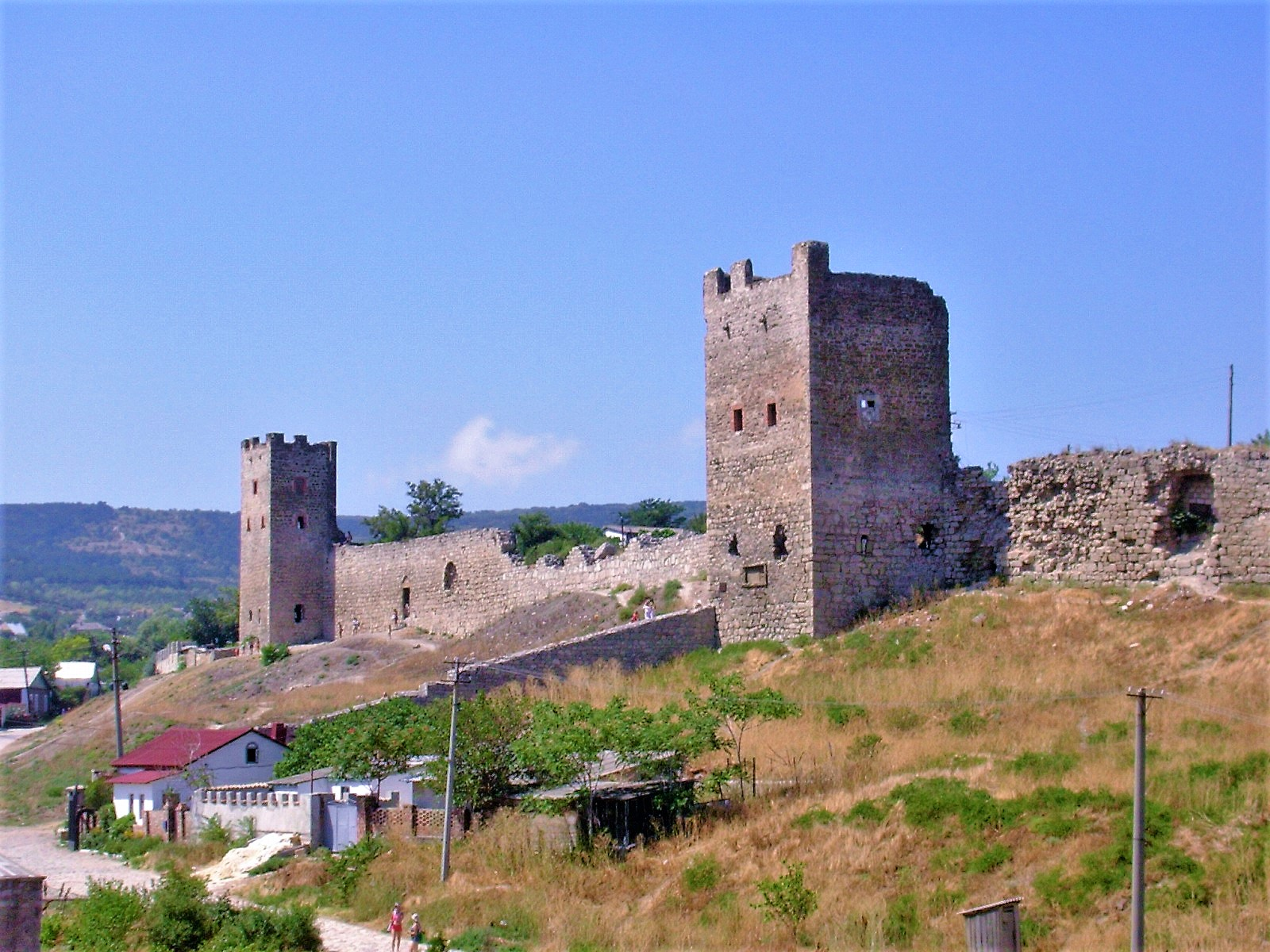
Феодосия

## Экономика

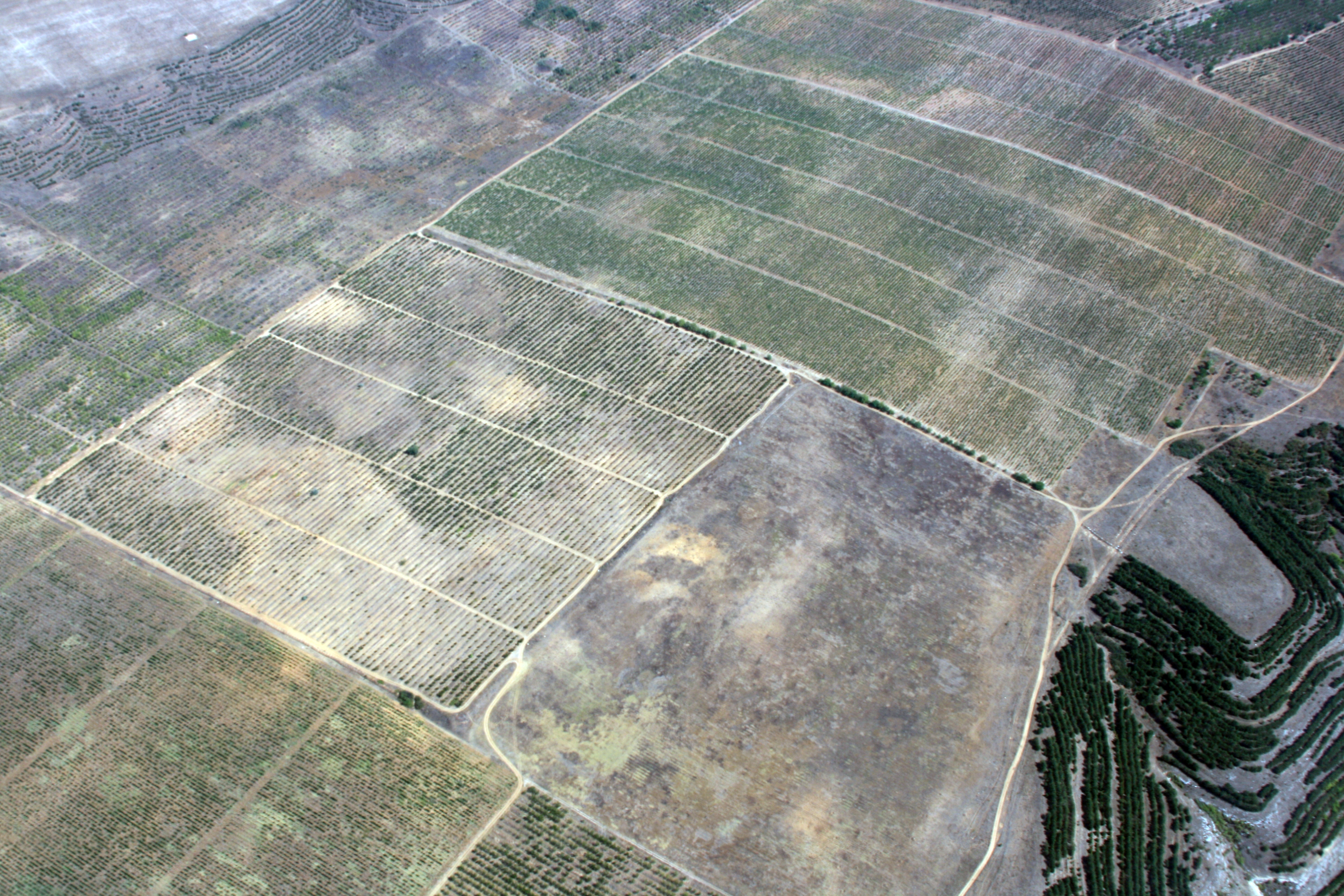
Вид на крымские виноградники с высоты нескольких сот метров

Основные отрасли — промышленность (более 530 крупных и средних предприятий), строительство, энергетику, сельское хозяйство включающее зерноводство, овощеводство и бахчеводство, садоводство и виноградарство и животноводство, торговля, здравоохранение.
Развит туризм и курортная сфера.

### Транспорт

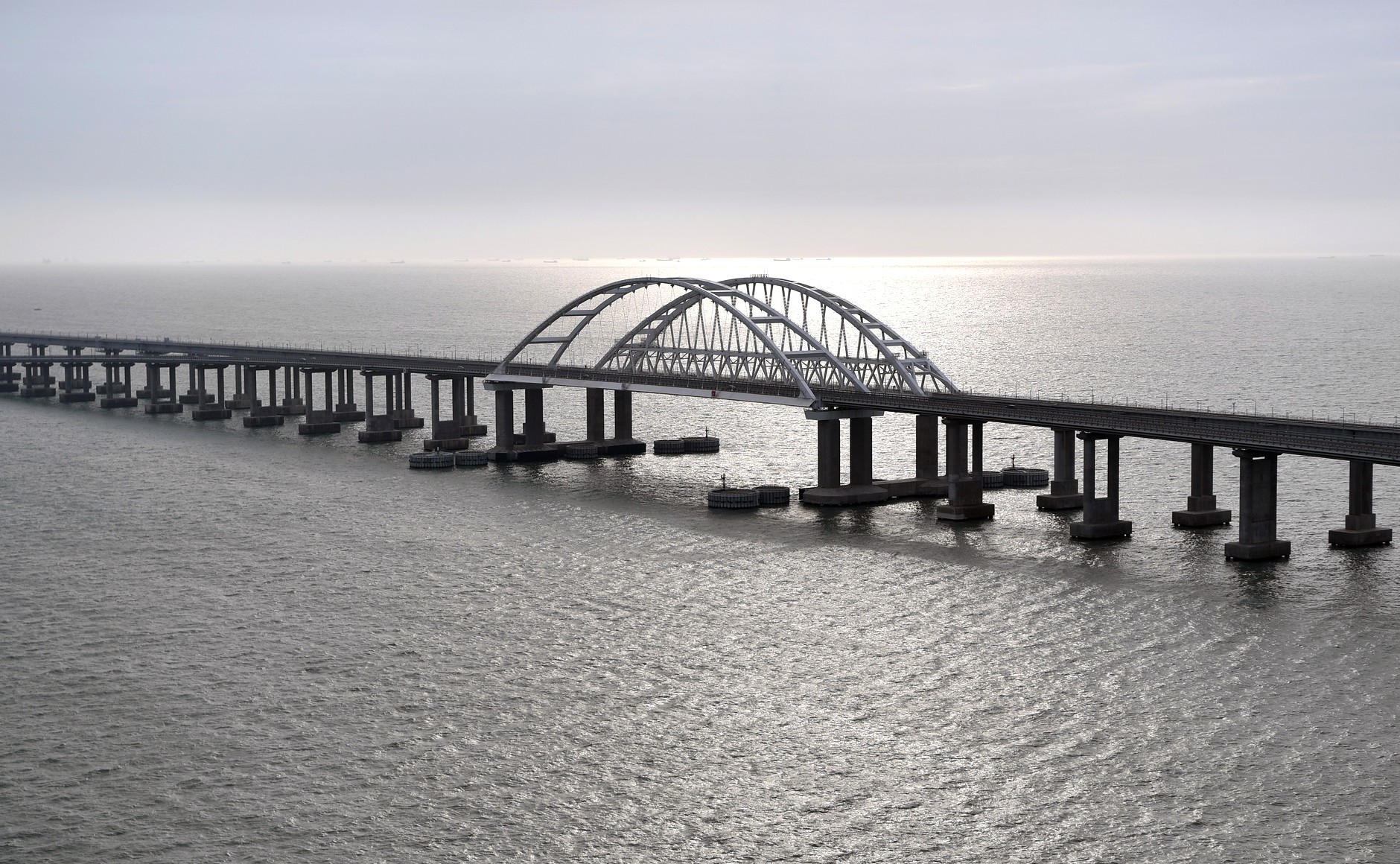
Крымский мост

Каждый город в Крыму соединён с другими населёнными пунктами автобусными маршрутами. Имеются междугородные троллейбусные маршруты (на трассе Симферопольский аэропорт — Симферополь — Алушта — Ялта, см. крымский троллейбус). В Евпатории имеется трамвай.
Ялта, Феодосия, Керчь, Севастополь, Черноморское и Евпатория соединены морскими маршрутами. В Севастополе между Северной к Южной сторонами ходят катера, которые являются городским транспортом. Железнодорожные линии Солёное Озеро — Севастополь (с ответвлением на Евпаторию) и Армянск — Керчь (с ответвлением на Феодосию) соединяют Крым с континентом.
Полуостров омывается двумя морями. Портами Чёрного моря являются Евпатория, Севастополь, Ялта, Феодосия и Керчь. Азовское побережье транспортного значения не имеет.
С Краснодарским краем полуостров связан Крымским мостом — транспортным переходом, состоящим из параллельных автодорожного и железнодорожного мостов; от него берёт начало трасса Таврида А291, Керчь — Севастополь (250,75 км).

## История

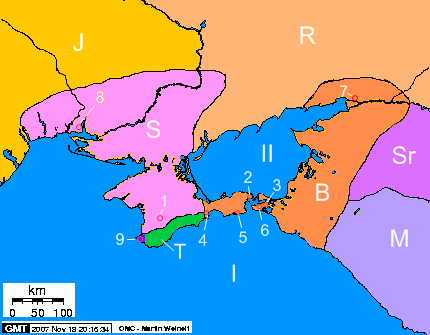
Крым в 1-й половине I века н. э.
Скифы в Крыму
Боспорское царство
Языги
Роксоланы
Сираки
Меоты
Тавры

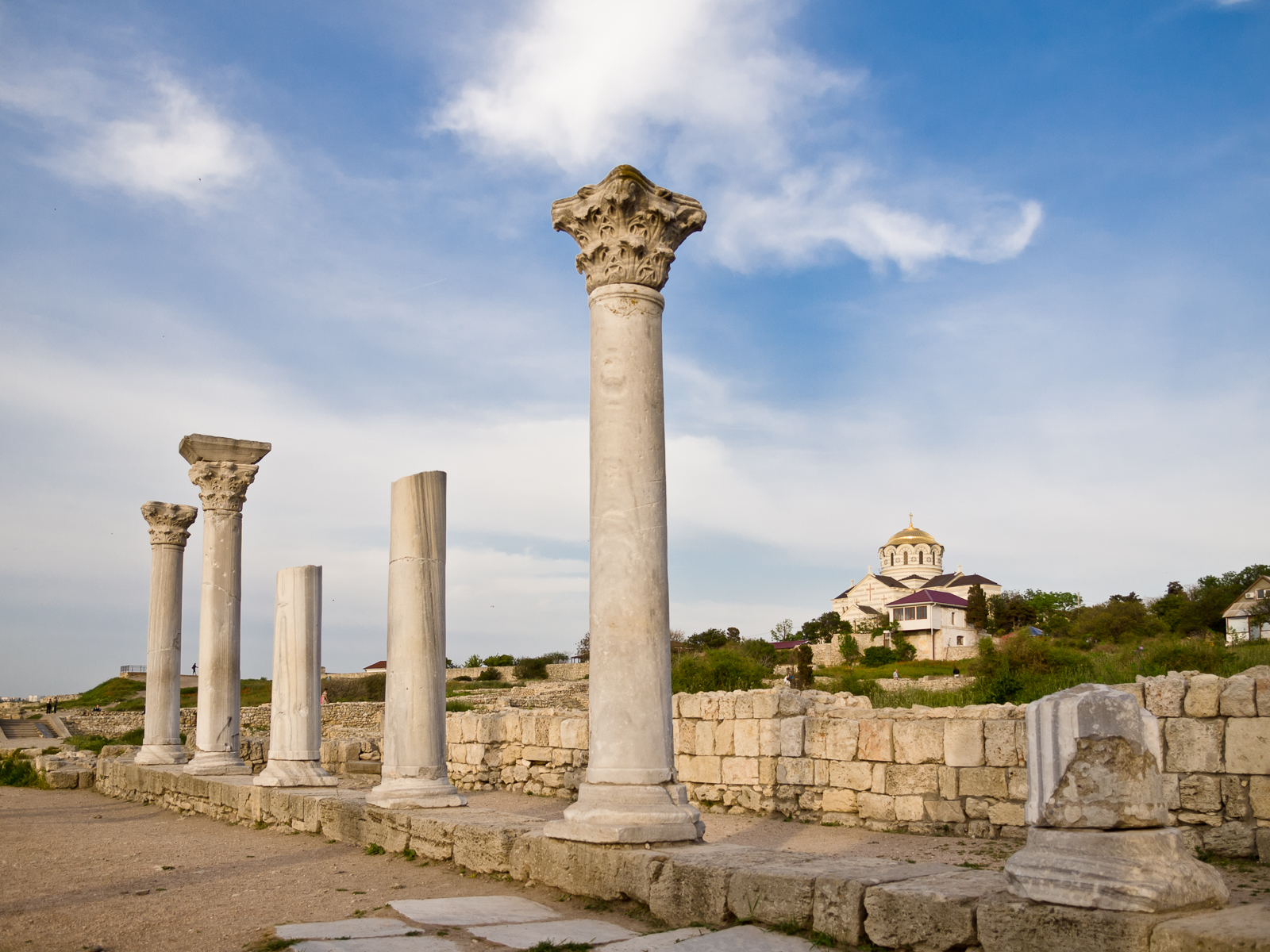
Херсонес Таврический — это античный город, основанный древними греками.

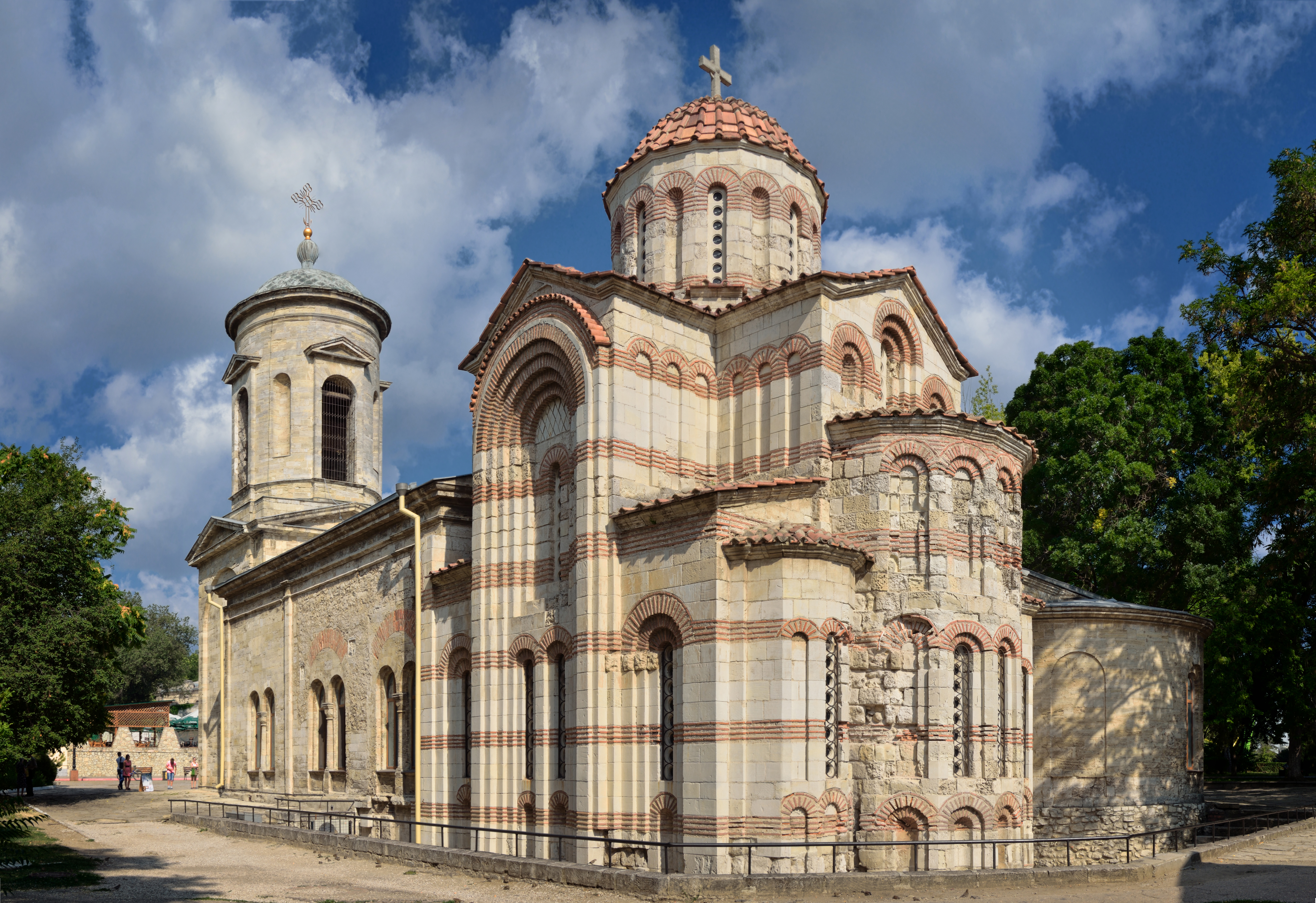
Византийская церковь Иоанна Предтечи в Керчи, VIII век

- Древнейшее известное население горной и южнобережной части Крыма — тавры.
- С XII века до н. э. степной Крым населяли народы, условно именуемые киммерийцами.
- VIII—IV века до н. э. — в Крым проникали греческие колонисты, которыми были основаны Пантикапей (VII век до н. э.), Феодосия, Херсонес (V век до н. э.), создано Боспорское царство; степную часть полуострова заселили скифы.
- III—II века до н. э. — в Крым из Приднепровья под давлением перекочевавших с востока сарматов переместился центр скифского государства (Неаполь Скифский, располагавшийся в месте нынешнего Симферополя).
- 108 год до н. э. — при Митридате VI (ок. 132—63 до н. э.) Боспорское царство вошло в состав Понтийского царства.
- 63 год до н. э. — Понтийское царство было завоёвано Римом, крымские города перешли под контроль римлян. Боспорскому государству была возвращена самостоятельность. Начало господства Римской державы в Крыму.
- 257 год — Крым был подчинён готами, Скифское государство было уничтожено.
- 370-е — 380-е годы — вторжение гуннов, которые прошли мимо Боспорского государства и обрушились на «готское государство» Германариха.
- IV—V века — постепенное восстановление власти Римской (Византийской) империи над горной частью Крыма. Уцелевшие после нашествия гуннов готы приняли власть Византии. Боспорское государство существовало до начала VI века. В течение второй половины V и начала VI века на Боспор распространялся «протекторат» гуннского племени утигуров, вернувшихся из Европы после распада Гуннского союза. В 520-х — 530-х годах Византия установила над Боспором прямую власть.
- Конец VII века — почти весь Крым захватили хазары, кроме Херсонеса, оставшегося под властью Византии.
- Рубеж VIII—IX веков — набег на Сурож (Сугдею) легендарного варяжского князя Бравлина.
- X—XI вв. Юго-Восток полуострова с центром в Керчи входит в состав древнерусского Тмутараканского княжества.

- XIII век — ослабела власть Византии; часть её владений перешла к генуэзцам, часть стала самостоятельным княжеством Готия (Феодоро).

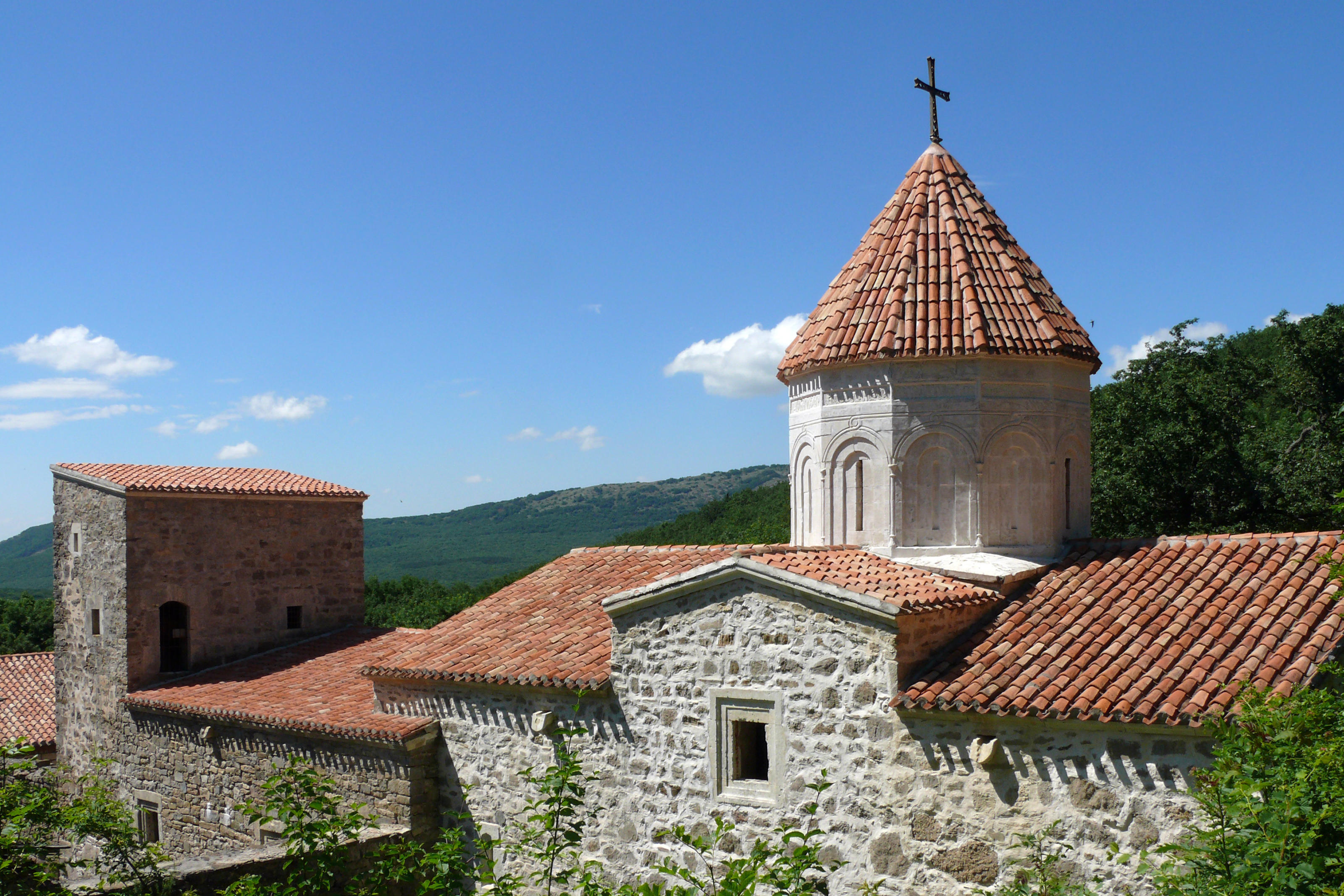
Армянский монастырь Сурб Хач (Святого Креста), XIV век

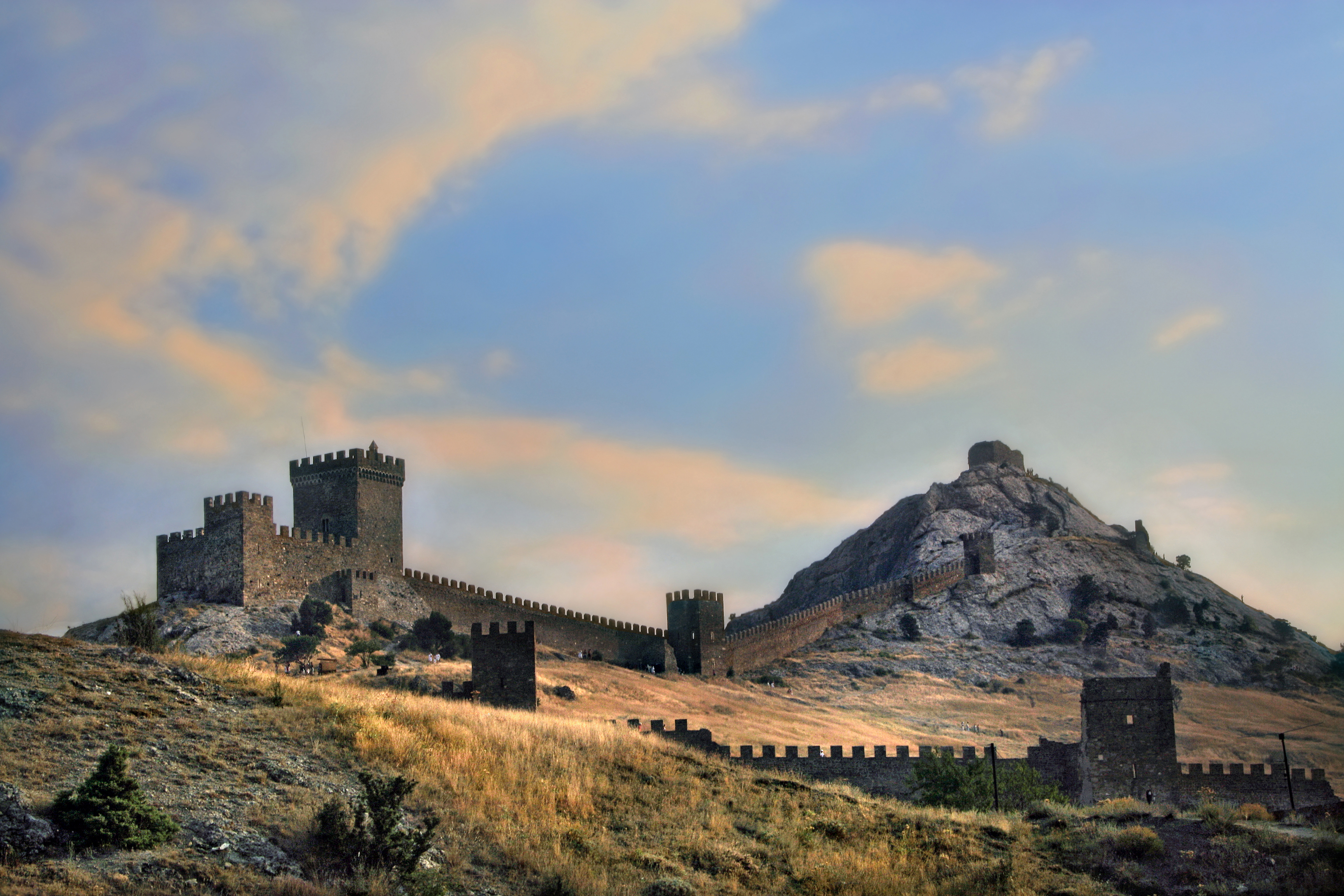
Генуэзская крепость (Судак)

- XII—XV века — происходило заселение армянами нескольких областей Крыма; образовалась армянская колония. В это же время церковными источниками упоминаются аланы в Крыму. Как свидетельствует историк М. В. Тамамшев, «с приближением монгольского владычества к упадку, армяне массами переселялись в Крым, где их стало так много, что некоторые географы стали называть Крымский полуостров — Armenia maritima»[32].
- 1239 год — Крым был завоёван монгольским войском хана Батыя. Степной Крым стал улусом Золотой Орды.
- 1299 год — нашествие на Крым войск золотоордынского беклярбека Ногая, разорившего несколько крупных городских центров.
- XIV — середина XV века — войны генуэзцев с княжеством Феодоро за земли Южного берега Крыма.
- XIV — середина XV века — множество адыгов поселилось в восточных районах Крыма в генуэзский период[33][34].

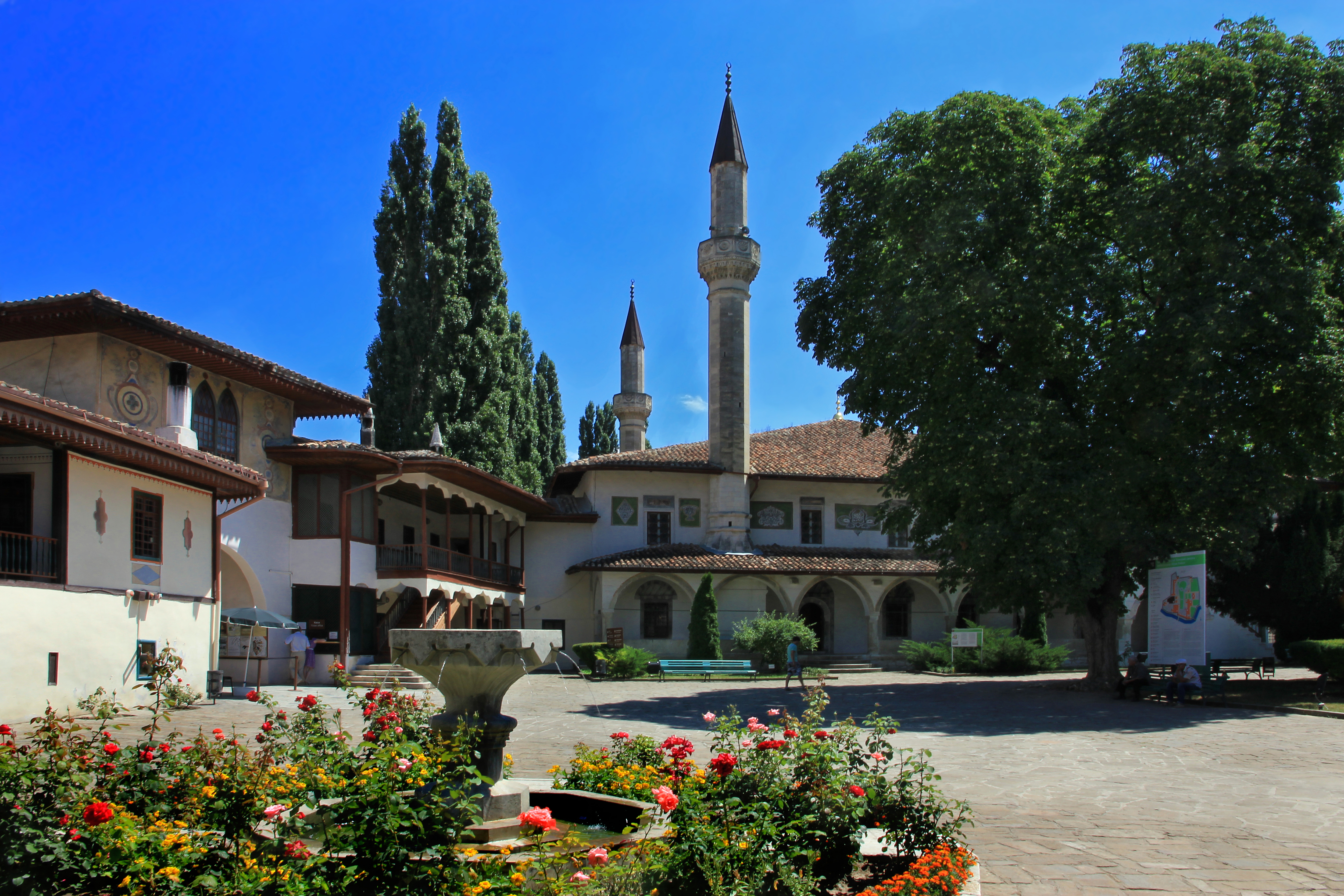
Ханский дворец. Бахчисарай

- Ханский дворец. Бахчисарай1441 год — образовалось независимое Крымское ханство.

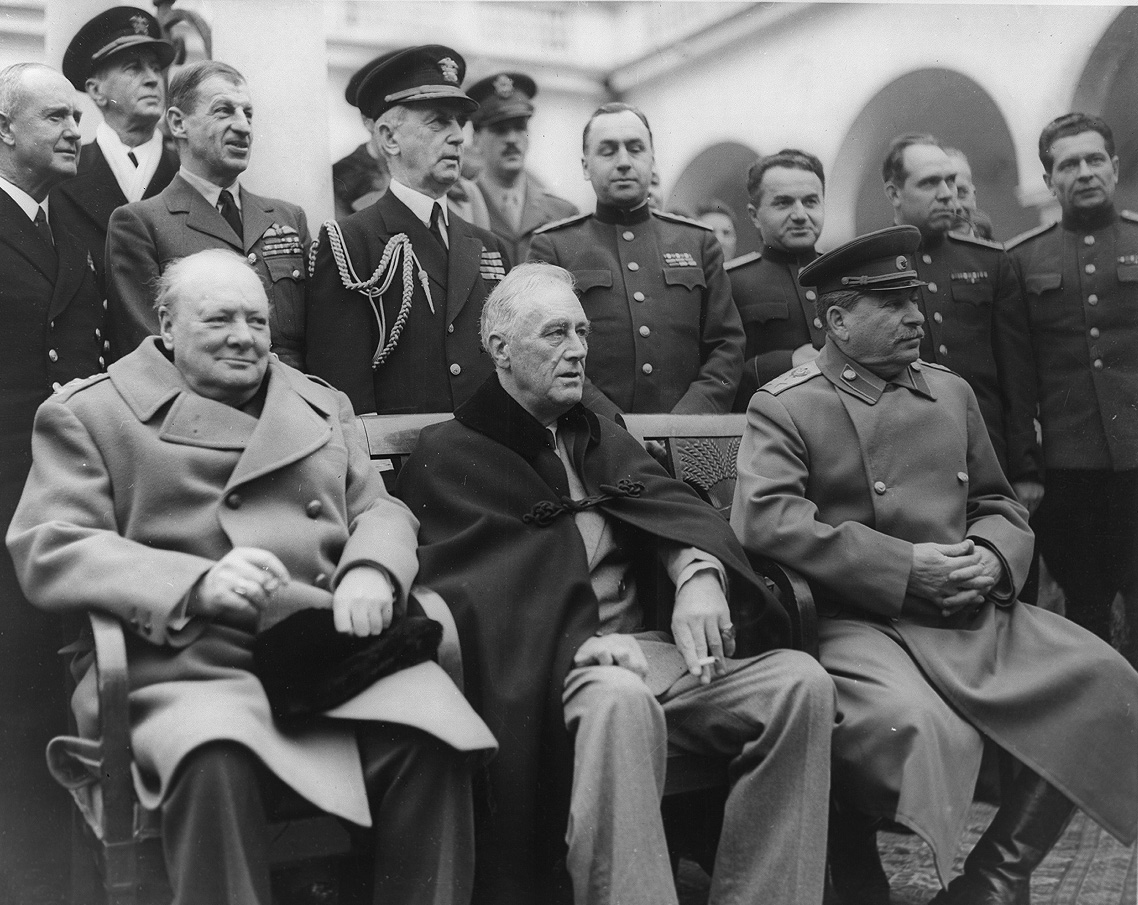
Черчилль, Рузвельт, Сталин в Ялте. Февраль 1945

- 1475 год — Османское войско под командованием Гедика Ахмеда паши завоевало генуэзские владения и княжество Феодоро. Крымское ханство попало в вассальную зависимость от Османской империи. (см. также: Крымско-ногайские набеги на Русь).
- 1774 год — по Кючук-Кайнарджийскому мирному договору к России отошли крепости Керчь и Еникале, Крымское ханство было объявлено независимым государством и к нему перешли бывшие османские владения на полуострове (Южный и Юго-Восточный Крым).
- 1778 год — Суворов переселил армян и греков из Крыма в Азовскую губернию.
- 8 (19) апреля 1783 года — российская императрица Екатерина II подписала Манифест о присоединении Крыма к Российской империи[35].
- 1783 год — основан Севастополь, создан Черноморский флот Российской империи.
- 1853—1856 годы — Крымская война (Восточная война).
- ноябрь 1905 года — Севастопольское восстание во главе с лейтенантом Шмидтом.
- Массовый террор в Крыму (1917—1918).
- 1917—1920 годы — Гражданская война. На территории Крыма несколько раз сменяли друг друга «белые» и «красные» правительства, в том числе Советская Социалистическая Республика Тавриды, Крымская Советская Социалистическая Республика, Крымская народная республика и другие.
- 1920—1921 годы — так называемый красный террор в Крыму.
- 18 октября 1921 года — была образована Автономная Крымская Советская Социалистическая Республика в составе РСФСР.
- 1921—1923 годы — голод в Крыму, унёсший более 100 тысяч жизней (из них более 75 тысяч крымских татар)[36].
- 16 июня 1925 года был создан пионерский лагерь «Артек».
- 1941 год. В мае-июле в Крыму дислоцировался 9-й отдельный корпус Одесского военного округа[37][38][39]. С сентября в Крыму в боевых действиях против германских оккупантов принимали участие войска 51-й Отдельной армии. В числе войск армии были 9-й стрелковый корпус[37], 3-я Крымская мотострелковая дивизия[40].
- 12 сентября 1941 года — 10 июля 1942 оборона Севастополя.
- 1941—1944 годы — оккупация Крыма нацистской Германией и Румынией.
- 26 декабря 1941 года — 15 мая 1942 года Керченско-Феодосийская десантная операция, завершившаяся поражением советских войск.
- 5 — 8 января 1942 года Евпаторийская десантная операция, завершившаяся поражением советских войск.
- 16 мая — 30 октября 1942 года оборона Аджимушкайских каменоломен остатками Крымского фронта РККА.
- 31 октября — 11 декабря 1943 года Керченско-Эльтигенская десантная операция с целью освобождения Керченского полуострова.
- 8 апреля — 12 мая 1944 года Крымская наступательная операция, завершившаяся поражением войск нацистской Германии и освобождением Крыма.
- 1944 год — депортация крымских татар (18 мая), армян, болгар и греков (26 июня).
- 4 — 11 февраля 1945 состоялась Ялтинская конференция лидеров трёх великих держав антигитлеровской коалиции.
- 30 июня 1945 года — указом Президиума ВС СССР упразднена Крымская АССР и создана Крымская область[41]. 25 июня 1946 года упразднение автономии было утверждено Верховным Советом РСФСР[42], также были переименованы населённые пункты на полуострове и в прилегающих районах.
- 1948 год — указом Президиума ВС РСФСР город Севастополь был выделен в отдельный административно-хозяйственный центр (город республиканского подчинения).
- 19 февраля 1954 года — указом Президиума ВС СССР Крымская область была передана из состава РСФСР в состав Украинской ССР.
- 1978 год — была принята конституция УССР, в которой город Севастополь был указан как город республиканского подчинения УССР.
- 1987 год — началось массовое возвращение крымскотатарского народа в Крым из мест депортации.
- 12 февраля 1991 года — по результатам всекрымского референдума, который бойкотировали[43] возвращающиеся на полуостров из мест депортации крымские татары (состоялся 20 января 1991 года), Крымская область преобразована в Крымскую АССР в составе УССР; в 1992 году автономия переименована в Республику Крым, а в 1994 — в Автономную Республику Крым.
- 17 марта 1995 год Верховная рада Украины приняла закон «Об отмене Конституции и некоторых законов Автономной Республики Крым», в связи с чем были отменены многие принятые ранее нормативно-правовые акты и упразднена должность президента Республики Крым.
- 27 февраля — 26 марта 2014 года — российский спецназ захватил Крымский парламент, начав российско-украинскую войну[44], после чего Россия аннексировала полуостров (в сложившихся к тому времени границах АР Крым и города Севастополя)[44].
- С 2022 года — удары по Крыму со стороны ВСУ во время российского вторжения в Украину.

## Культура

Памятник Айвазовскому в Феодосии.

Крым — один из немногих районов Восточной Европы, приобщившихся к культуре античных Греции и Рима во времена их расцвета. Крымская культура Средних веков тесно связана с Византией и Средиземноморьем. Сохранившиеся доныне руины Херсонеса, основанного ещё в античные времена, — наследие древнегреческой и раннесредневековой византийской архитектуры. Средневековая культура полуострова проникнута влиянием мусульманской культуры, в частности татарской и османской архитектуры.
Полуостров всегда был местом, где оседали представители различных народов, таких как скифы и греки, римляне и византийцы, булгары, хазары, половцы, печенеги, армяне и готы. В Крыму на основе местных и пришлых элементов сформировались крымские татары, урумы, крымчаки и караимы. После присоединения Крыма Российской империей на полуострове начали появляться русские, украинцы, болгары, немцы и другие народы.
С Крымом связаны имена художника Ивана Айвазовского, писателей и поэтов Александра Пушкина, Адама Мицкевича, Алексея Апухтина, Льва Толстого, Антона Чехова, Максимилиана Волошина, Александра Грина, Аркадия Аверченко, Сергея Сергеева-Ценского, Ивана Бунина, поэтесс Леси Украинки, Марины Цветаевой и Юлии Друниной, крымскотатарского просветителя Исмаила Гаспринского.

### Религия

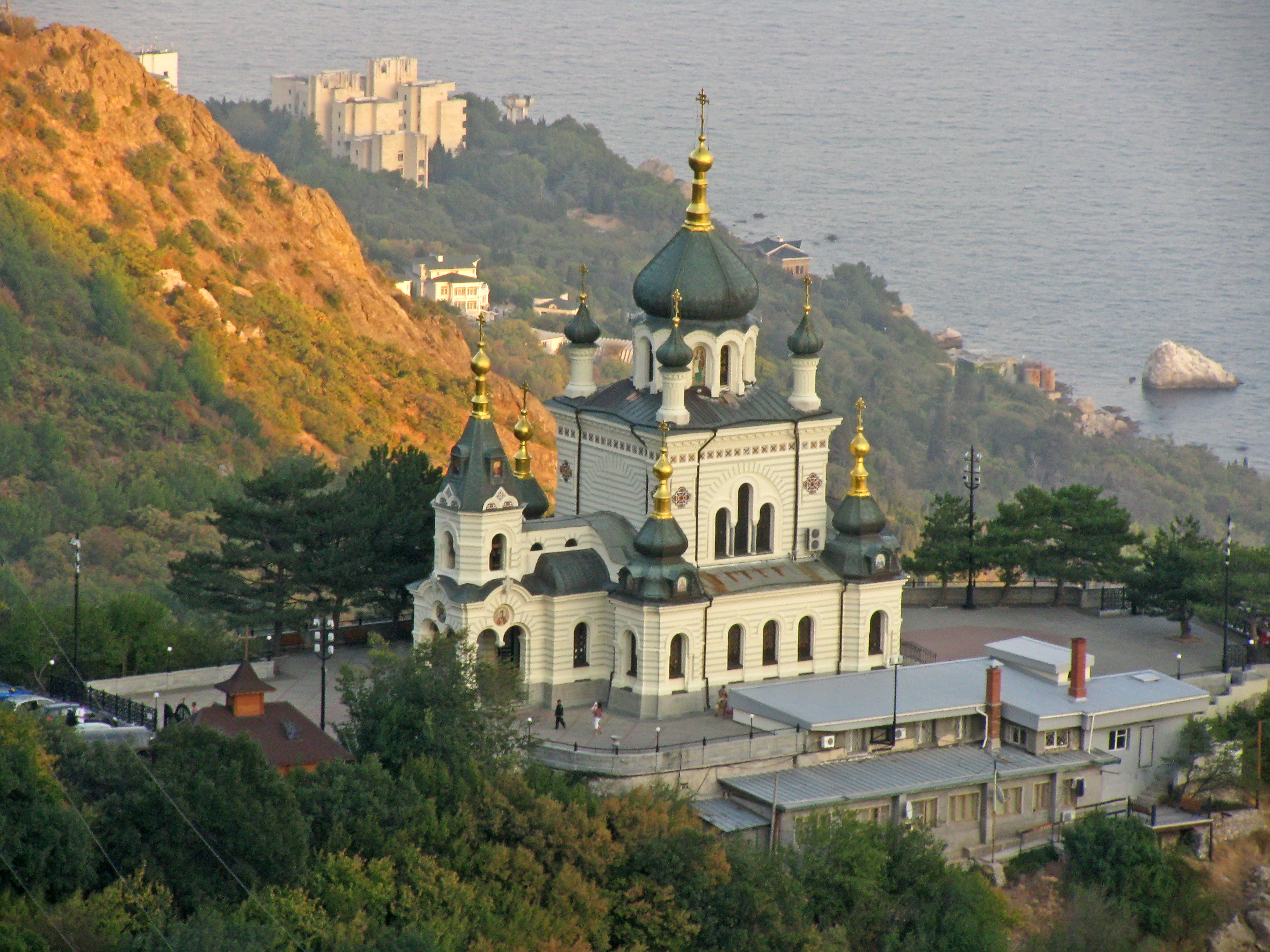
Церковь Воскресения Христова в Форосе

К традиционным конфессиям Крыма относят православие, ислам суннитского толка, иудаизм, караимизм, а также католичество и армянское апостольское христианство. По данным на 2009 год в Крыму были зарегистрированы 1362 религиозные организации (в 1988 году — 37) пятидесяти конфессий и религиозных направлений; действовало более 1330 религиозных общин, 9 духовных учебных заведений. 690 культовых зданий находились в пользовании или собственности религиозных организаций. С 1991 по 2009 года было построено 166 культовых зданий, в том числе 80 мечетей.

## Крым в живописи

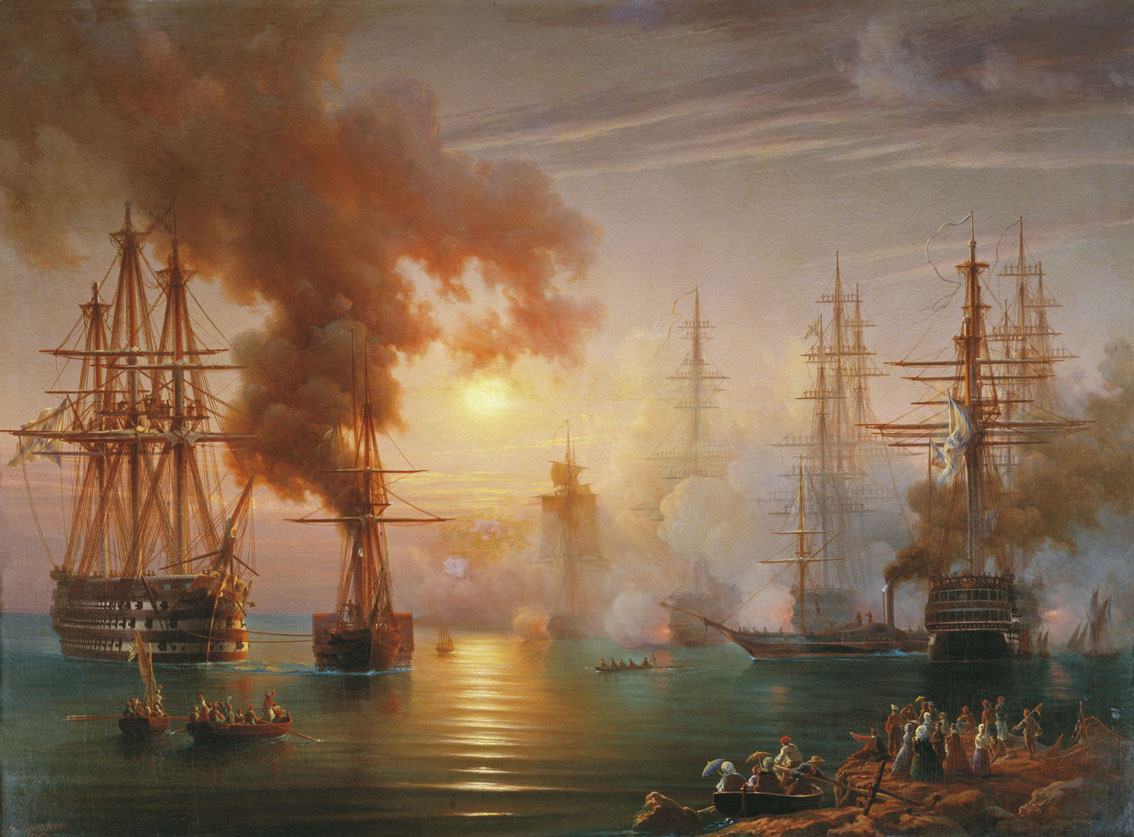
Николай Красовский. Возвращение в Севастополь эскадры Черноморского флота после Синопского боя
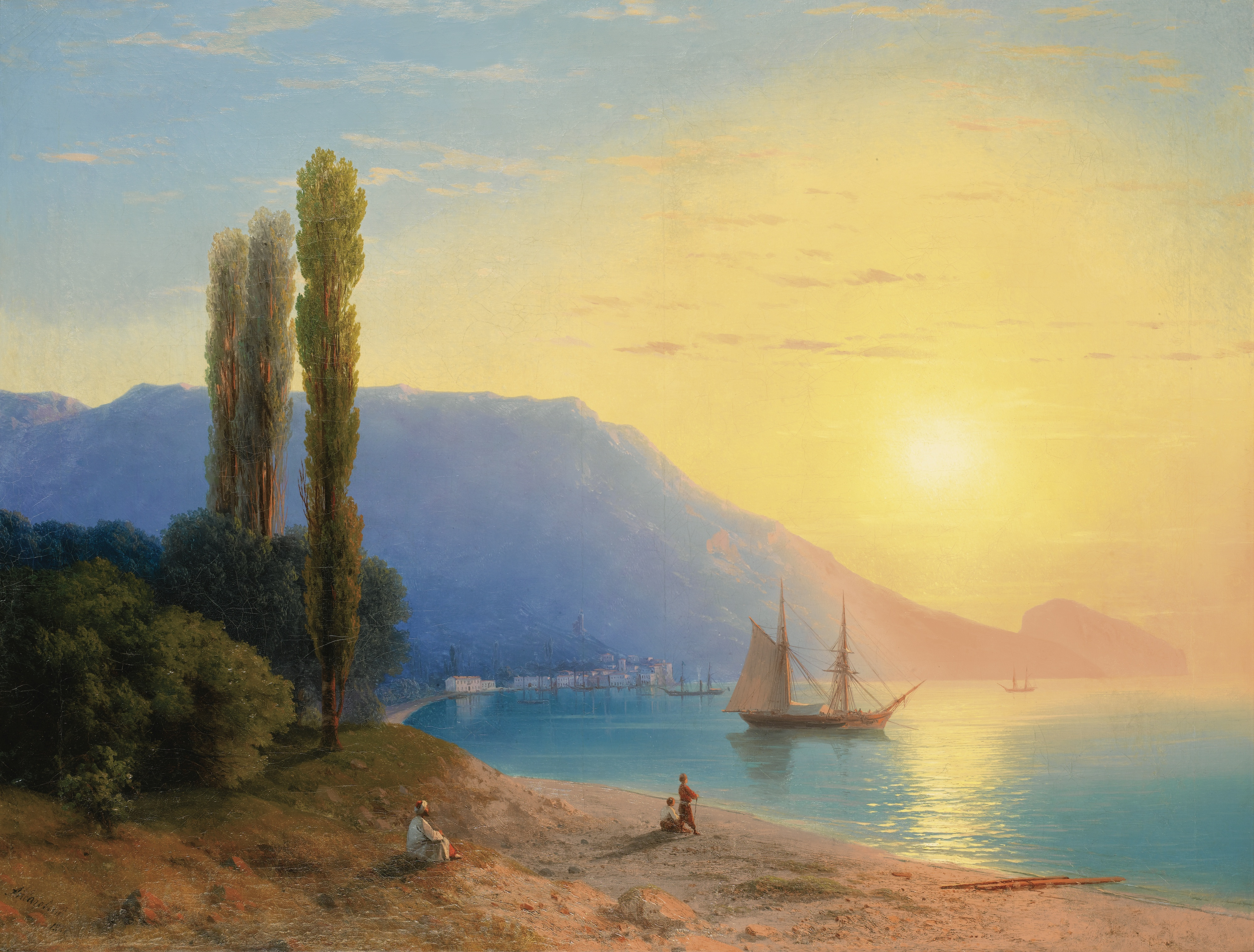
Иван Айвазовский. Восход над Ялтой. 1861
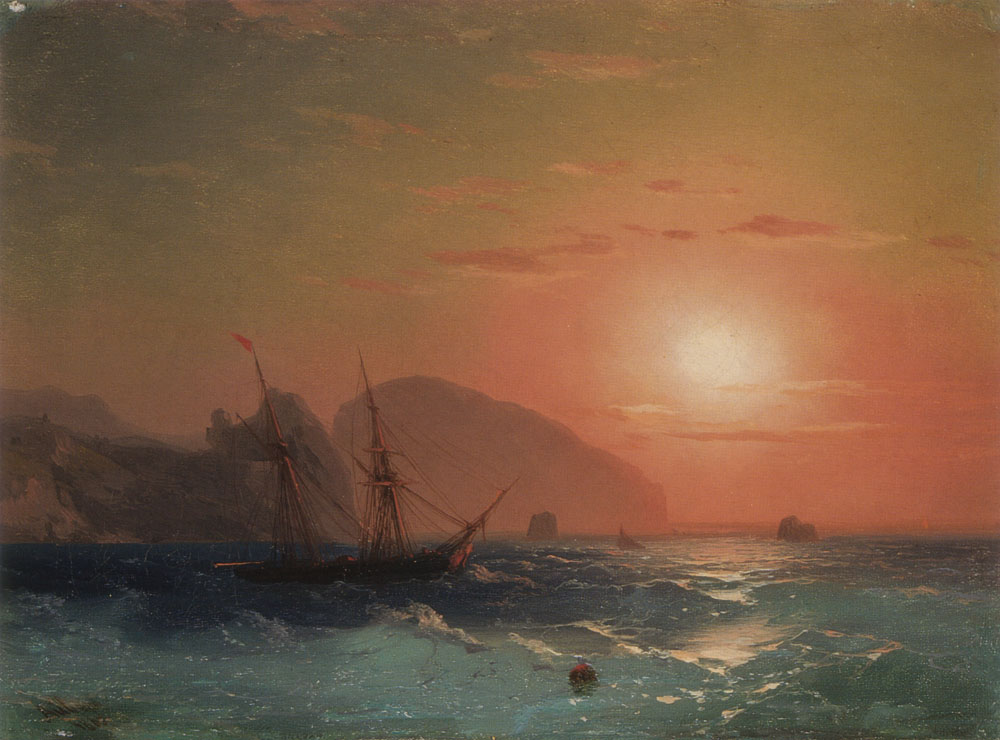
Иван Айвазовский. Вид на Аю-Даг. 1868
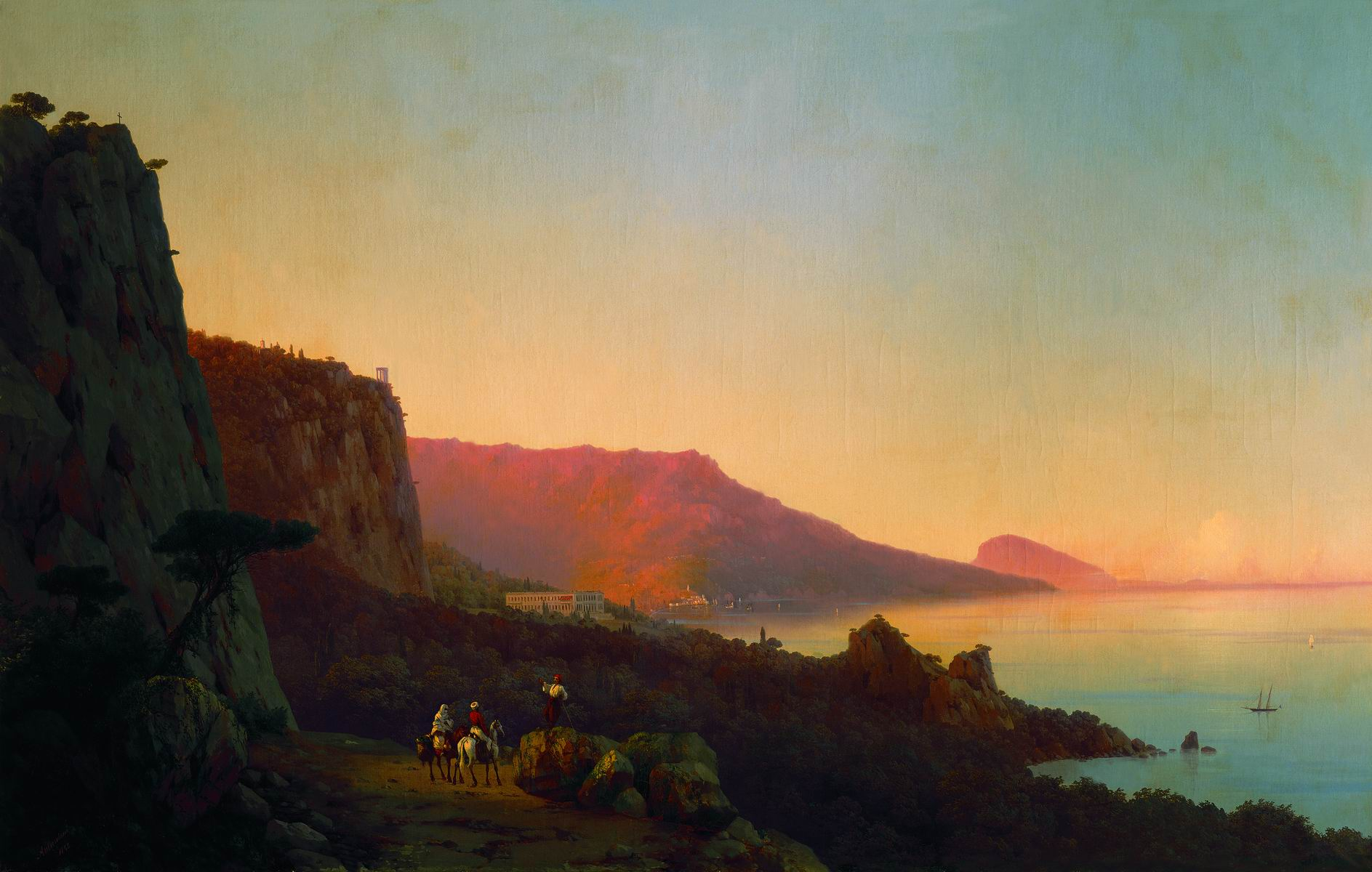
Иван Айвазовский. Вечер в Крыму. Ялта. 1848
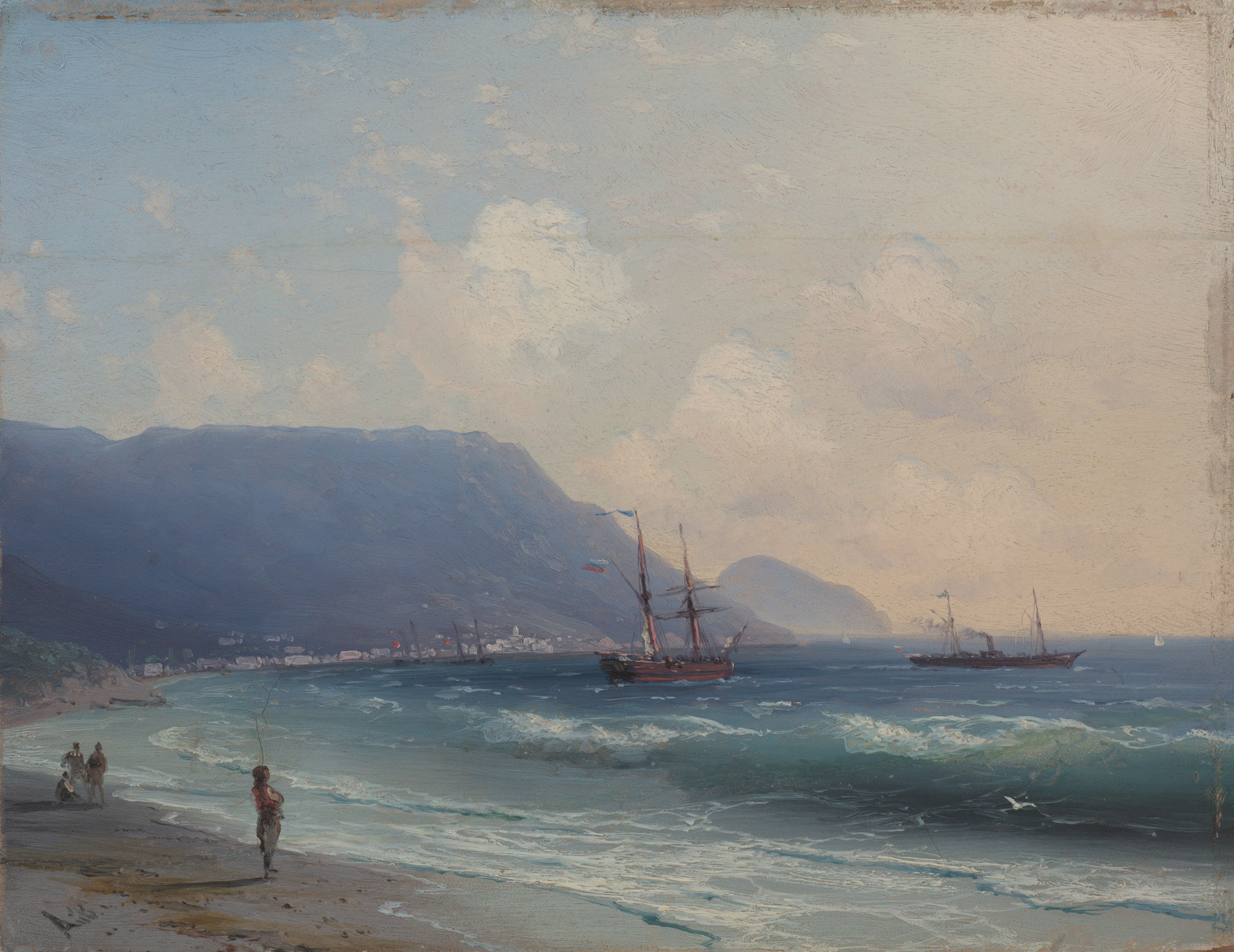
Иван Айвазовский. Морской пейзаж с видом на Ялту
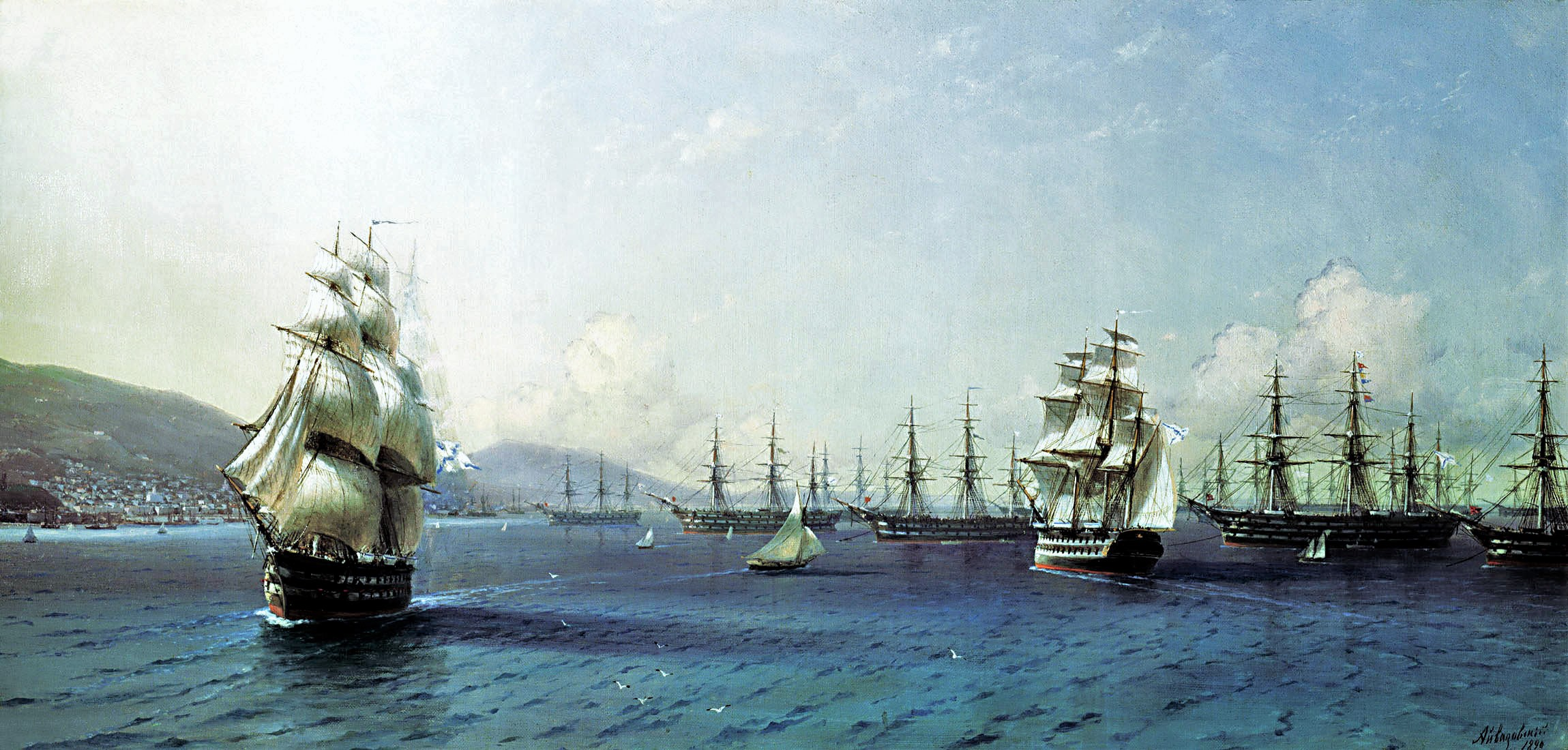
Иван Айвазовский. Флот в Феодосии. 1890
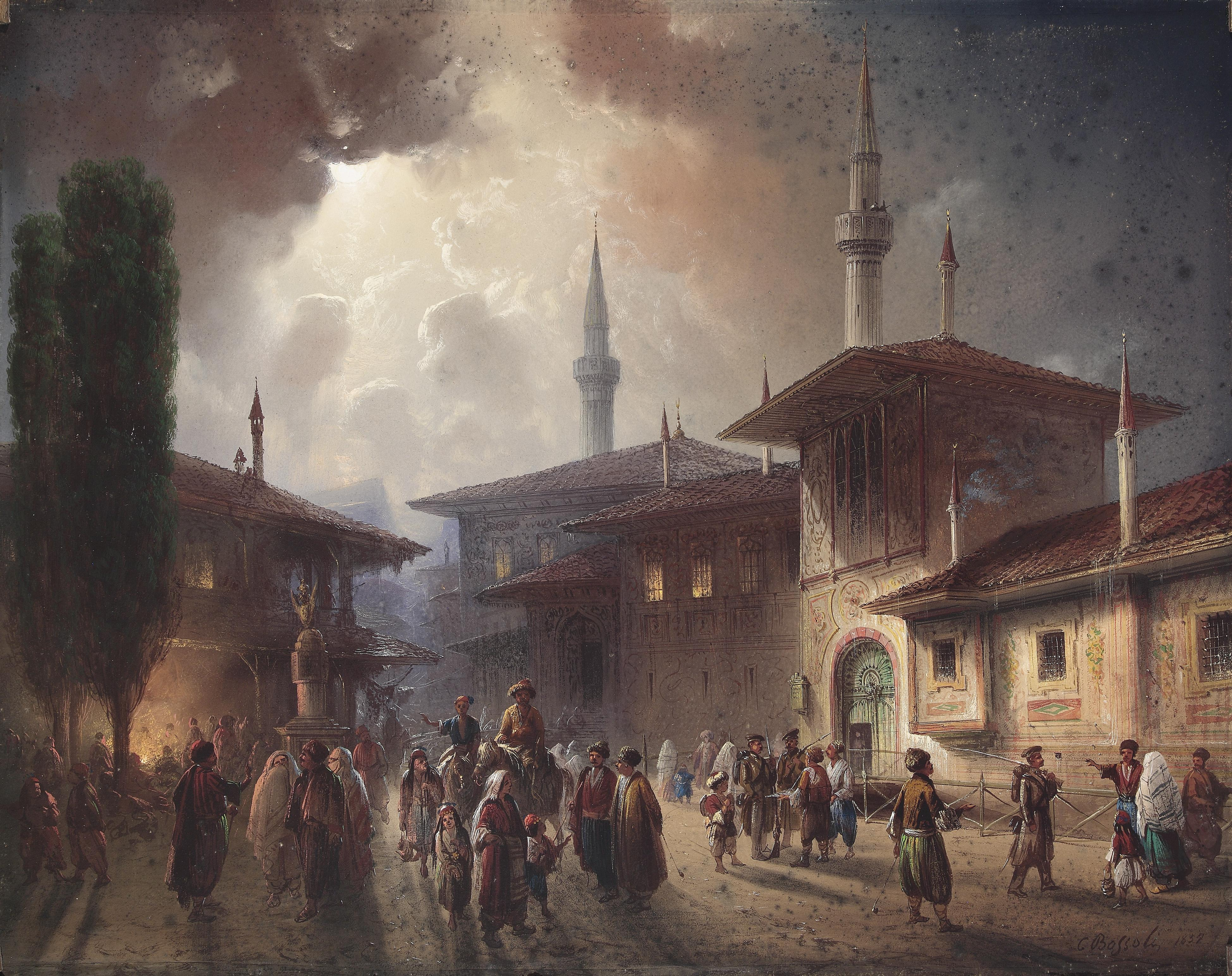
Карло Боссоли. Бахчисарай. 1857
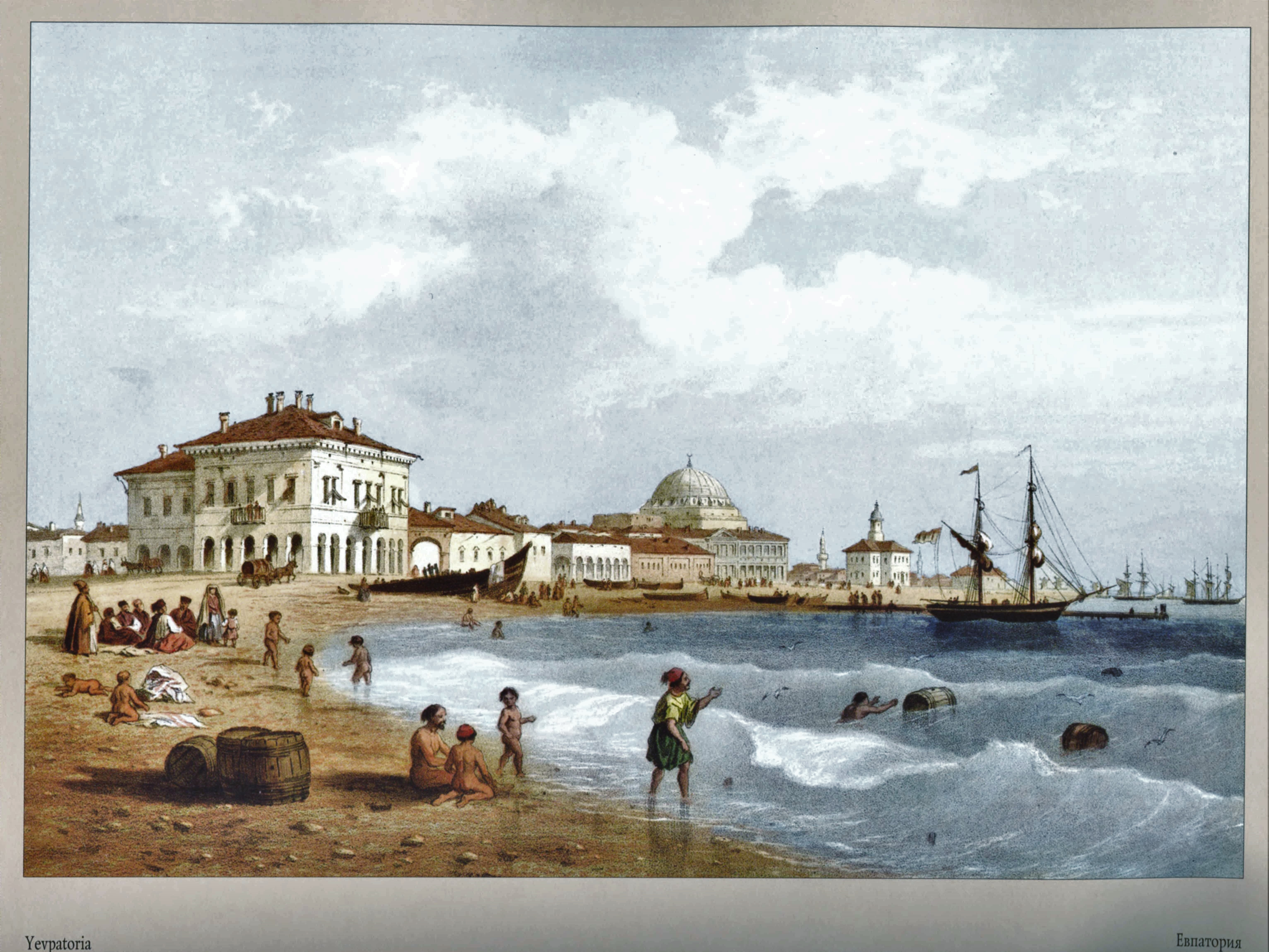
Карло Боссоли. Евпатория. 1856
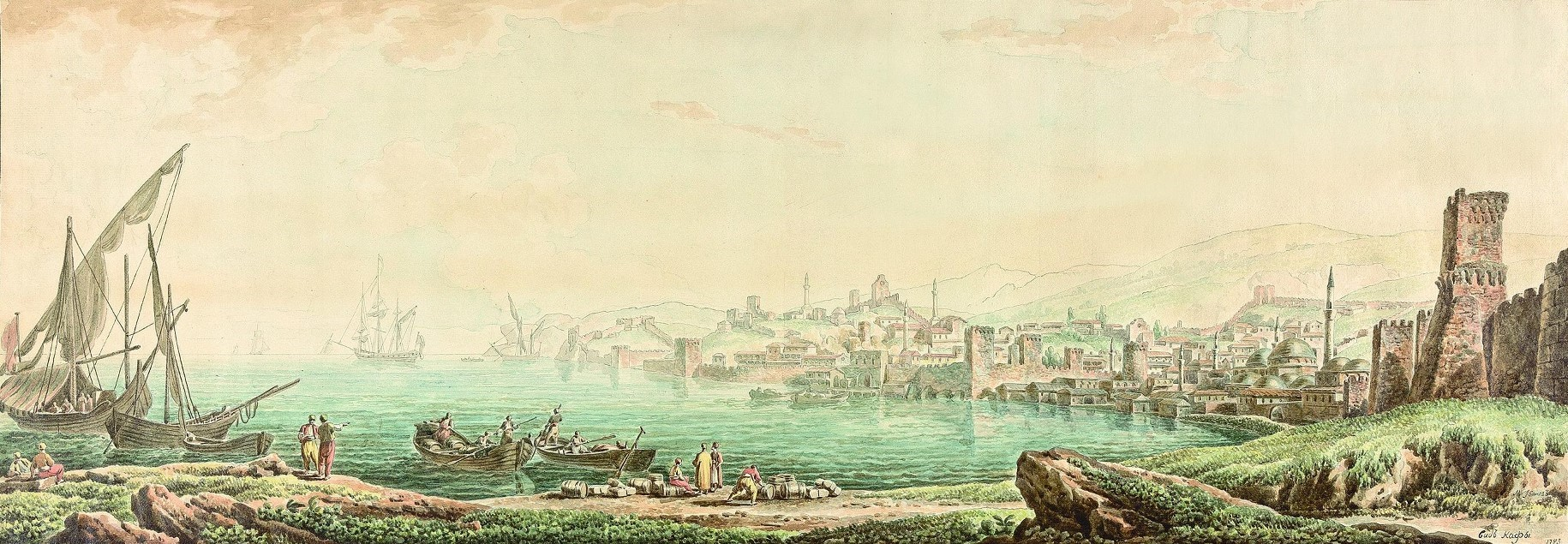
Михаил Иванов. Панорама крепости Феодосии (Каффы). 1793
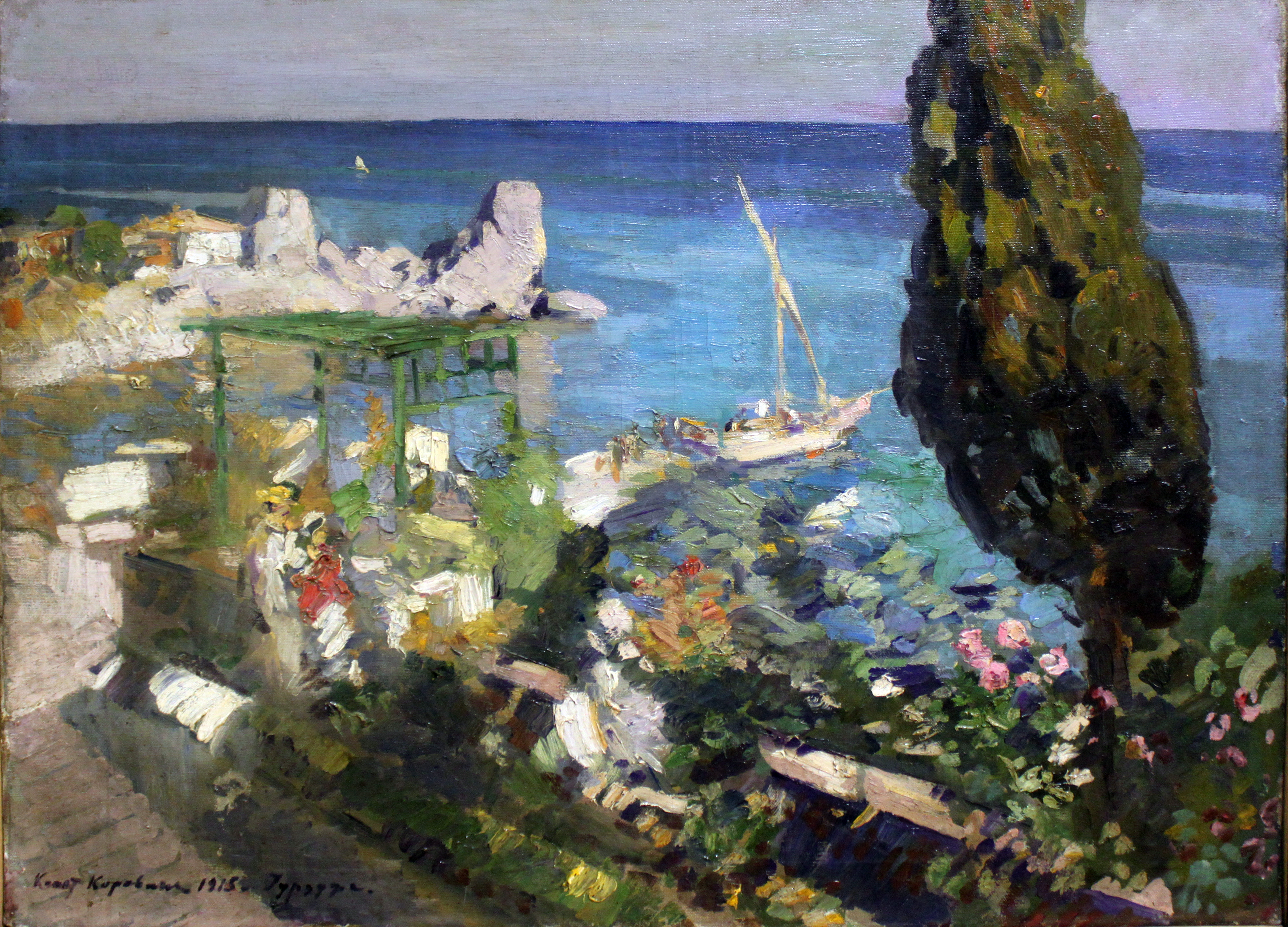
Константин Коровин. Гурзуф. 1913
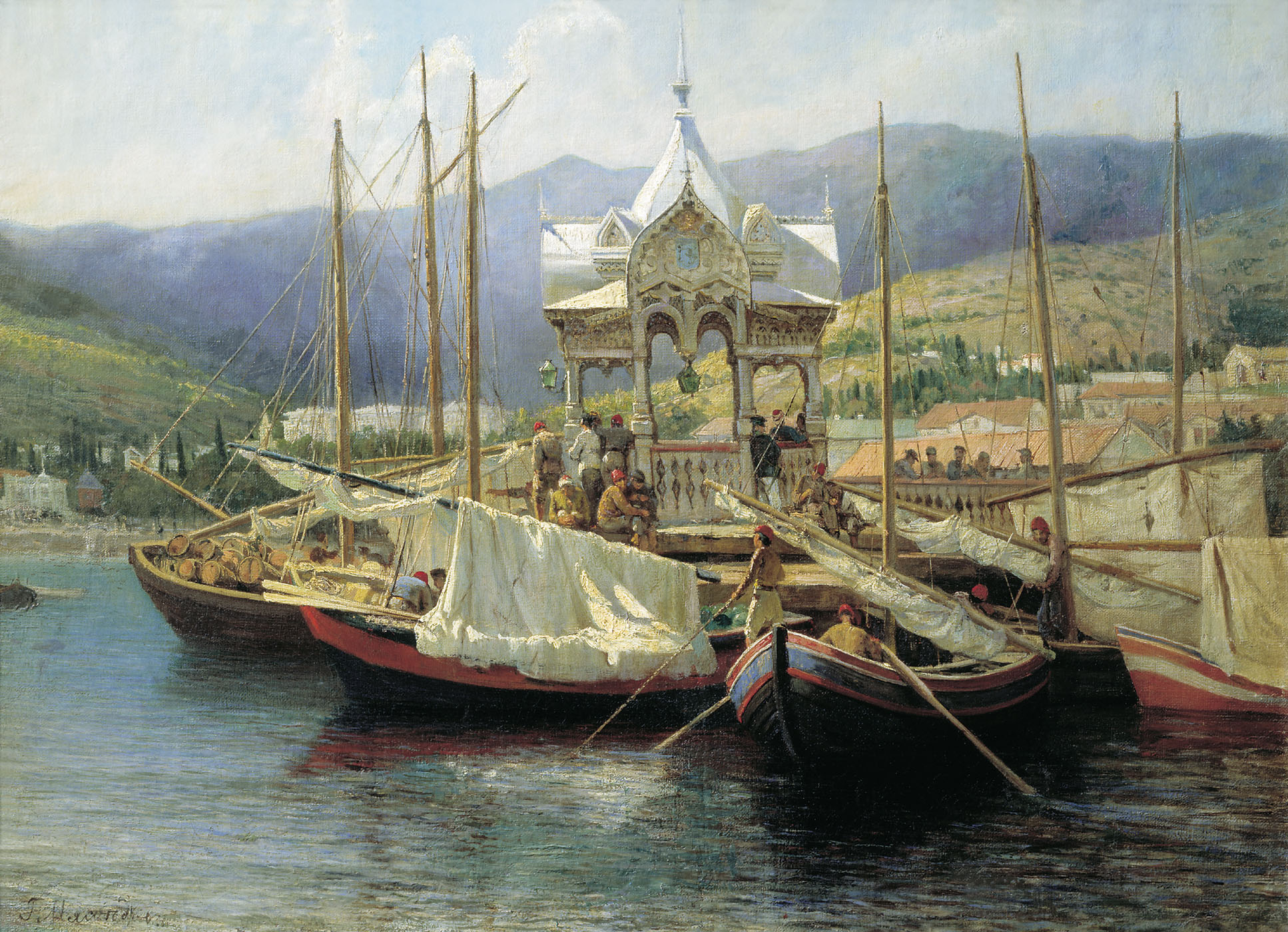
Григорий Мясоедов. Порт в Ялте. 1890
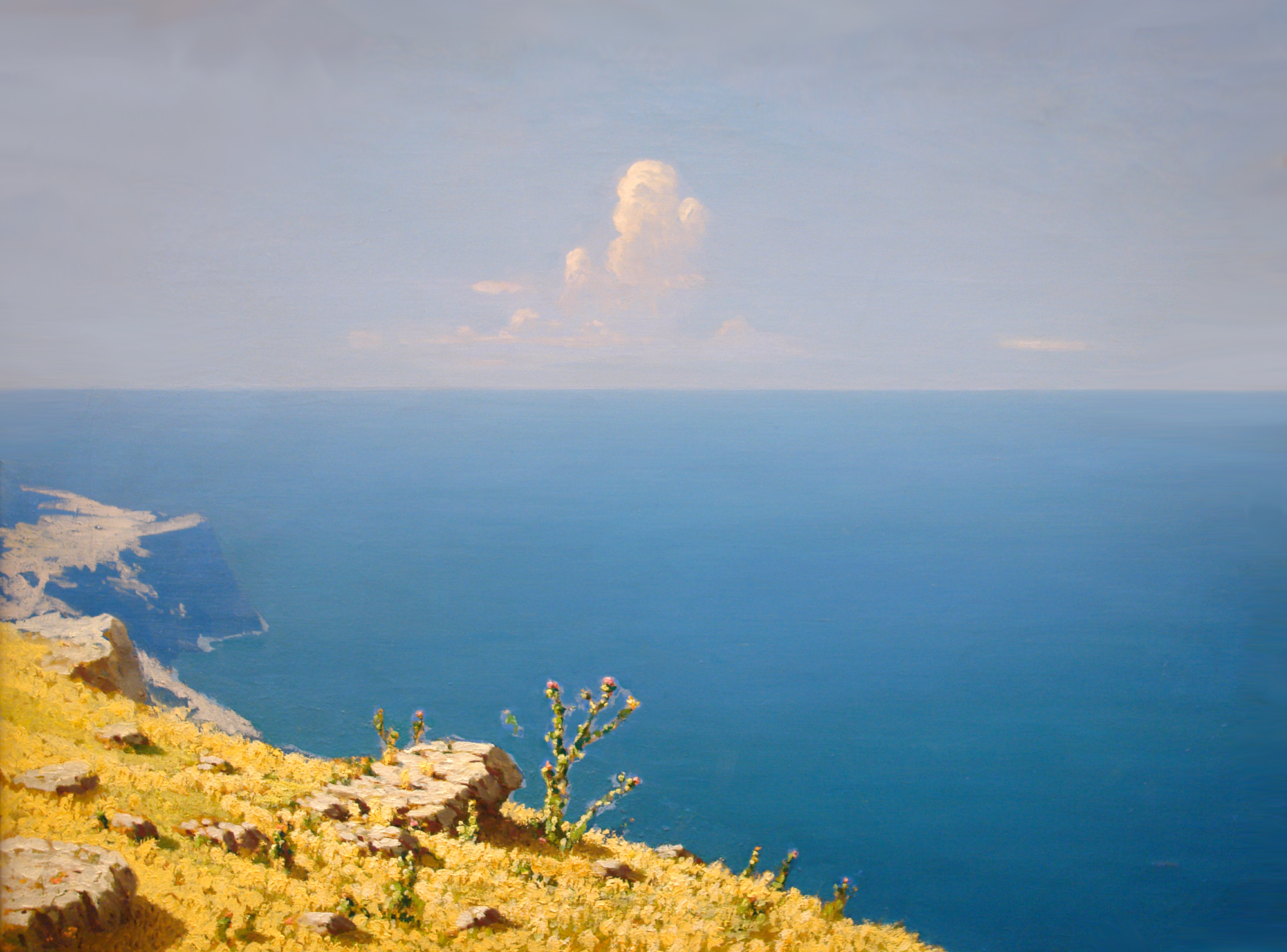
Архип Куинджи. Море. Крым. 1898—1908
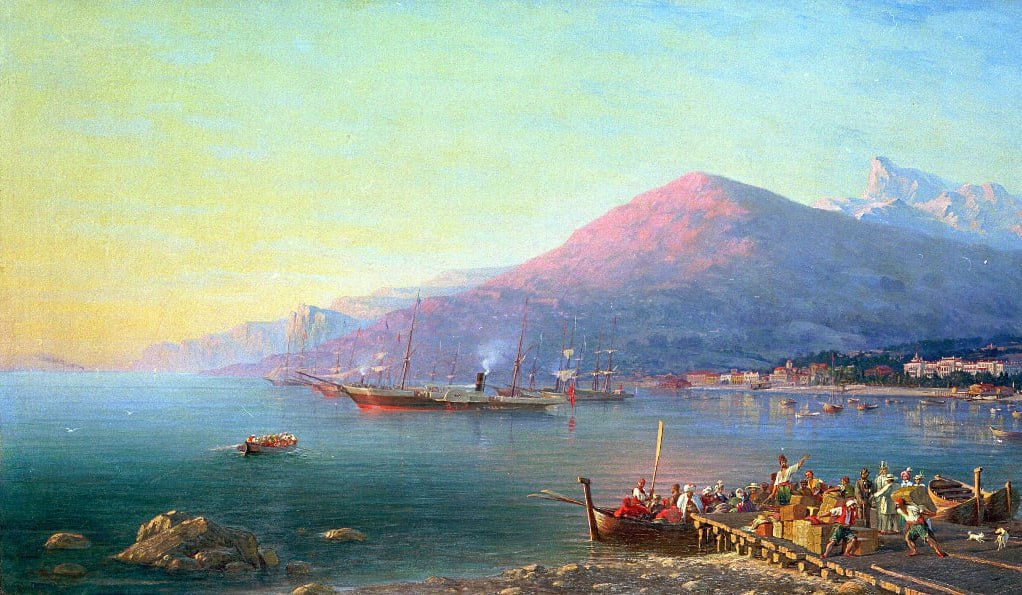
Виктор Думитрашко. Ялта. 1876

Более 500 произведений живописи, рисунка и печатной графики, посвящённых Крыму, представлены в проекте Государственного Русского музея — виртуальной выставке «Памятники архитектуры и природные заповедники Крыма в отечественном изобразительном искусстве».

## Крым в астрономии
В честь полуострова Крым названы малые планеты (814) Таврида (лат. Tauris) и (1140) Крымея (лат. Crimea) (первая в честь древнего названия, вторая — нынешнего), открытые астрономом Григорием Неуйминым в Симеизской обсерватории 2 января 1916 года и 30 декабря 1929 года соответственно.

## Наука и образование
В Крыму расположены крупные научные центры — океанографического (в Севастополе и Керчи), эколого-биологического (Карадагская биостанция), историко-археологического, курортологического, общемедицинского, аграрного и винодельческого, военно-космического, авиационного и военно-морского профиля. Университеты — Крымский федеральный университет имени В. И. Вернадского, Севастопольский государственный университет, Крымский инженерно-педагогический университет, в которых ведутся научные исследования по широкому кругу вопросов. На юге Крыма расположены Крымская астрофизическая обсерватория и её филиал — Симеизская обсерватория.

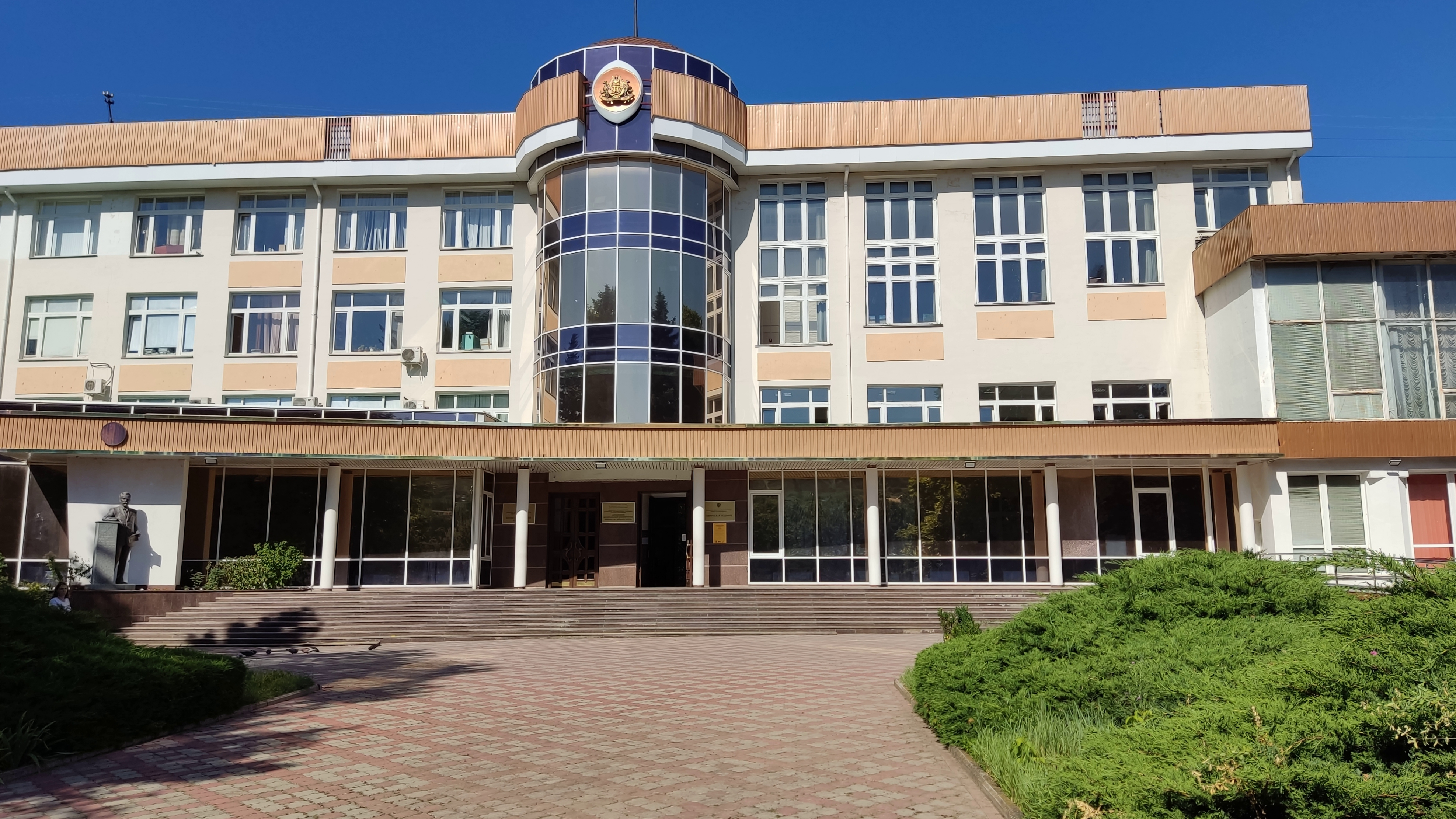
Таврический национальный университет имени В. И. Вернадского

Проекты создания университета в Крыму восходят ещё к XIX веку, но лишь в 1918 году усилиями крымской научной общественности открыт Таврический университет. В 1922 году аграрный факультет университета выделился в Крымский сельскохозяйственный институт специальных отраслей. В 1931 году был открыт Крымский медицинский институт, ведущий свою историю от существовавшего в 1918—1922 года медицинского факультета Таврического университета. После войны ощущалась нехватка квалифицированных технических кадров, чтобы восполнить её и поспособствовать росту крымской промышленности на базе Одесского политехнического института был создан Севастопольский приборостроительный институт (впоследствии Севастопольский национальный технический университет). В 1993 году с целью подготовки специалистов из состава возвратившихся из мест депортации народов был создан Крымский инженерно-педагогический университет в Симферополе, в 2001 году при поддержке правительства Москвы в Севастополе был открыт Черноморский филиал Московского государственного университета.

## Здравоохранение
История крымского здравоохранения восходит к античности. После долгого перерыва, связанного с варварскими нашествиями, крымская медицина возрождается в конце XIII века в виде больницы святого Иоанна в Феодосии. Истинный расцвет крымской медицины пришёлся на вторую половину XIX века, когда были открыты лечебные свойства грязей Сакского озера, климата предгорных лесов и Южного берега, излечивающего туберкулёз. С ростом уровня жизни снизилась частота эпидемий, крымские берега покинула чума. В новейшее время удалось резко ограничить распространение малярии, Крым стал комфортным и безопасным местом для жизни, хорошо обеспеченным лечебно-профилактическими и санаторно-курортными учреждениями.

## Туризм и отдых

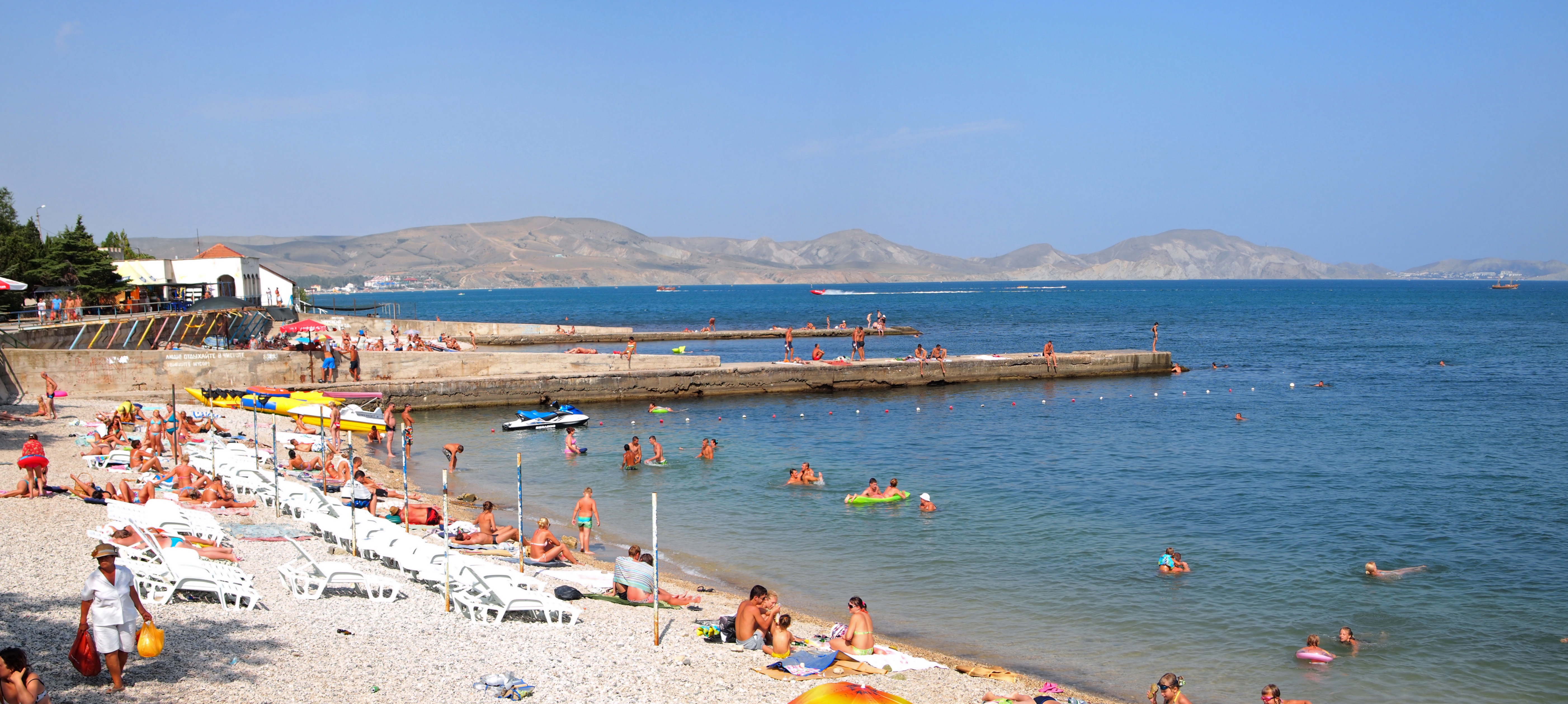
Коктебель

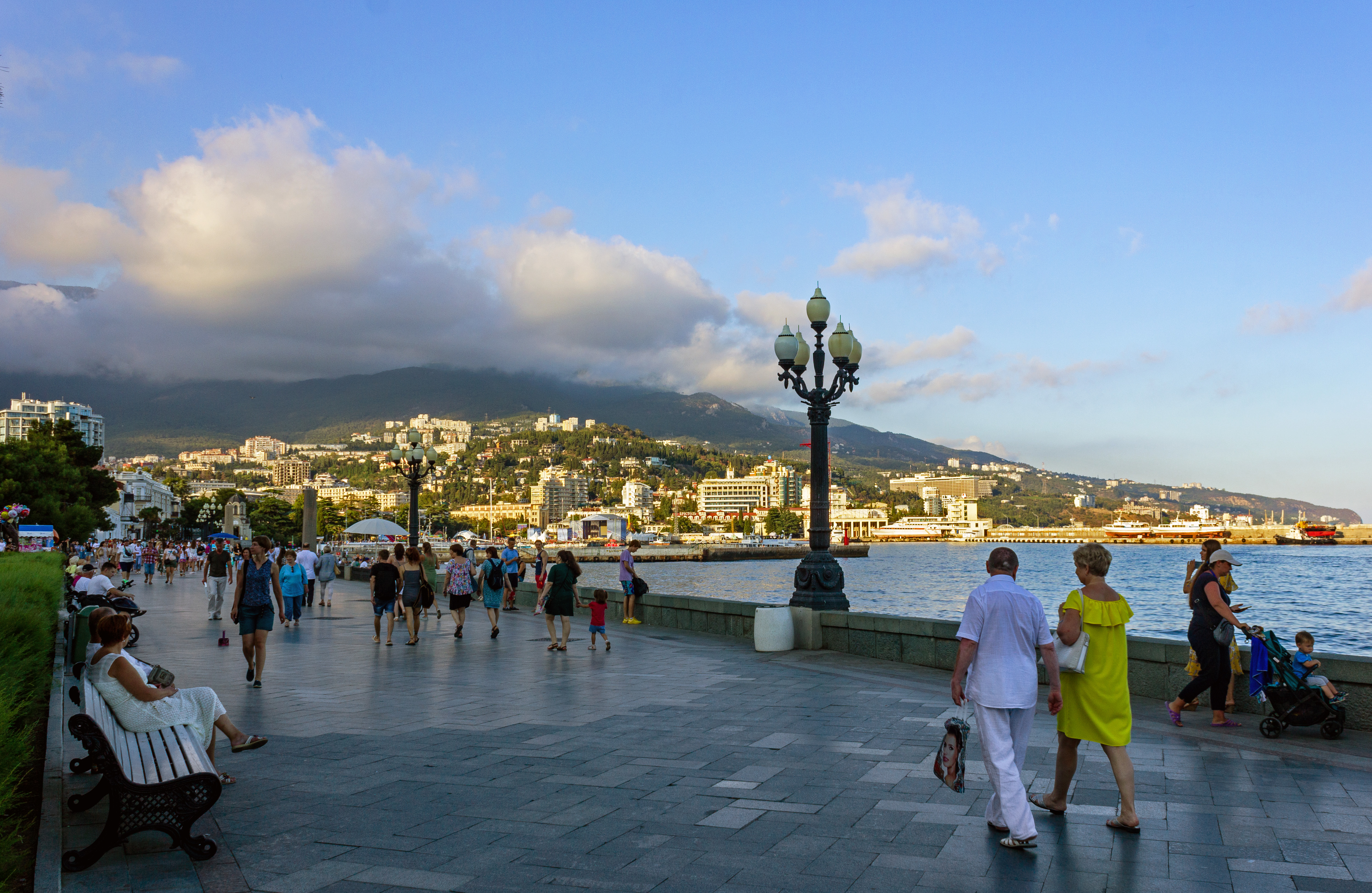
Ялта

Начало развития Крыма как курорта относится ко второй половине XIX века. С улучшением транспортного сообщения жителям Центральных губерний Российской империи стало проще добираться на морские курорты. На рубеже веков происходит бум строительства летних резиденций: дач, вилл и дворцов. Сохранившиеся по сей день, они являются одной из характерных черт крымских городов.
Новый, массовый этап истории крымского туризма связан с ленинскими декретами; Крым становится «Всесоюзной здравницей», принимая сотни тысяч туристов. После 1991 года резко меняется курортная специализация, теперь санаторному лечению предпочитается пляжный и активный отдых. Неорганизованные туристы значительно превосходят по численности отдыхающих
в санаториях.
Известные курортные районы:
- Южный берег Крыма — Ялтинский и Алуштинский регионы.
- Западное побережье — Евпаторийско-Сакский регион.
- Юго-Восточное побережье — Феодосийский и Судакский регионы.

Крымские горы и лесные угодья находятся под охраной государства. На части территории полуострова организованы следующие заповедники и заказники: Крымский природный заповедник, Ялтинский горно-лесной природный заповедник, природный заповедник мыс Мартьян, Карадагский природный заповедник, Казантипский природный заповедник и др.

## Спорт
В XIX веке в Крыму начал развиваться горный туризм. Раньше, чем в других частях Российской империи, стал популярен футбол. В 1920-х годах юго-восточный Крым стал родиной советского планеризма. Сильны в Крыму традиции греко-римской борьбы, связанной с именем Ивана Поддубного, и шахматного спорта. В начале XIX века получили развитие парусный спорт и дайвинг. Популярен велоспорт на шоссе, климат и рельеф полуострова благоприятны для тренировок и сборов велосипедных команд.